# 일본국유철도 113계 전동차
일본국유철도 113계 전동차(일본어: 国鉄113系電車)는 1963년 일본국유철도(현 JR)가 개발한 직류 근교형 전동차이다. 본 문서에서는 113계 설계의 바탕이 되었던 일본국유철도 111계 전동차(일본어: 国鉄111系電車)에 대해서도 기술하기로 한다.

## 차량 개설

### 111계

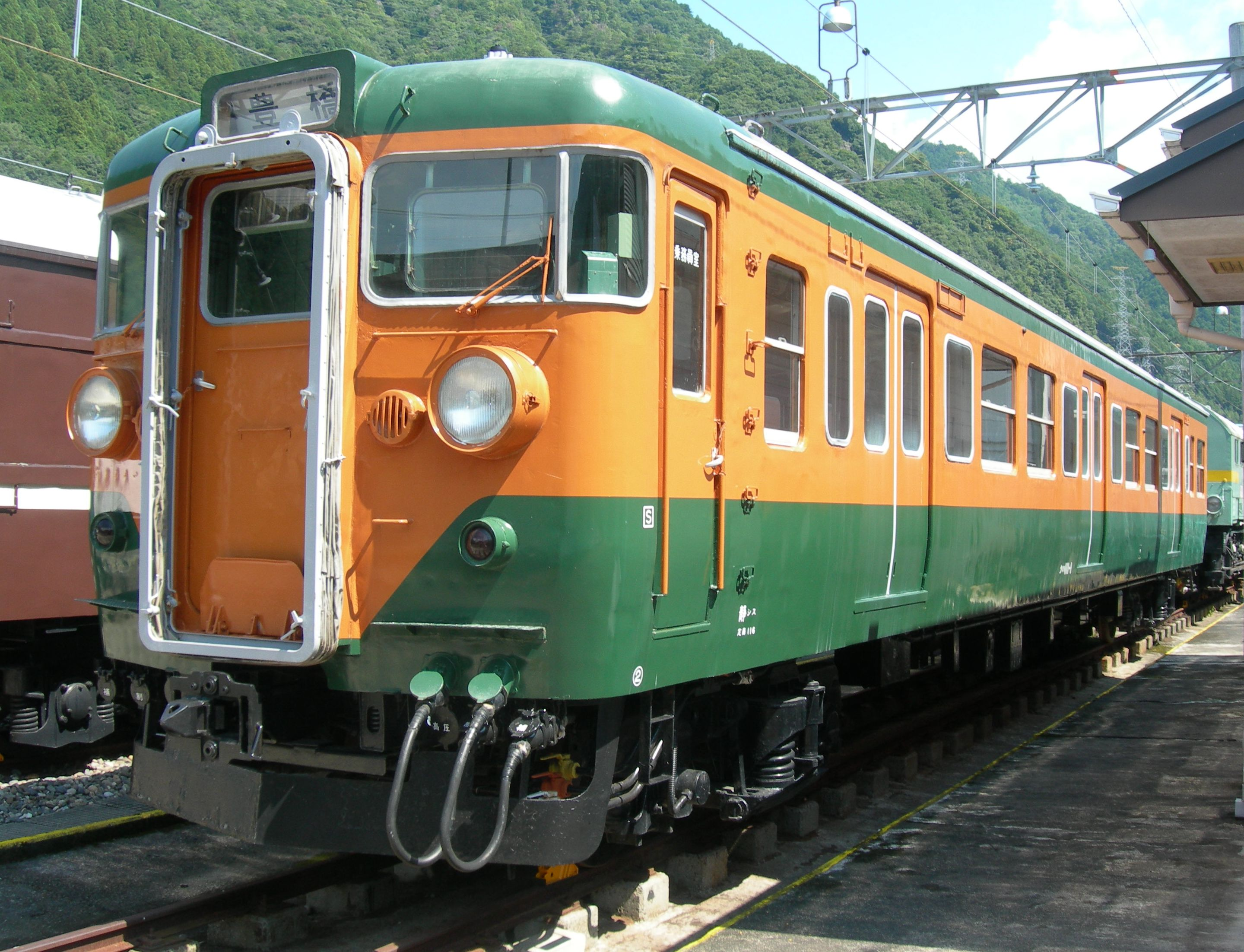
쿠하 111-1

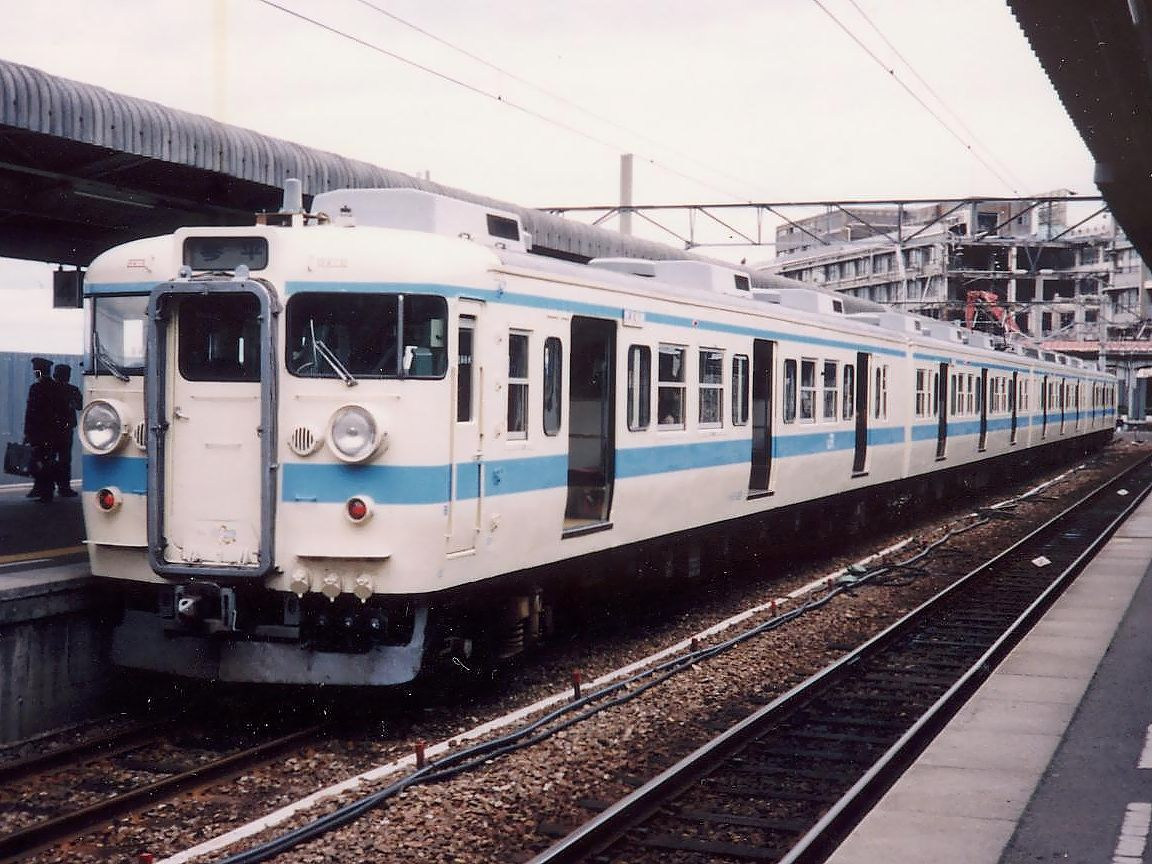
JR 시코쿠에서 사용되었던 111계

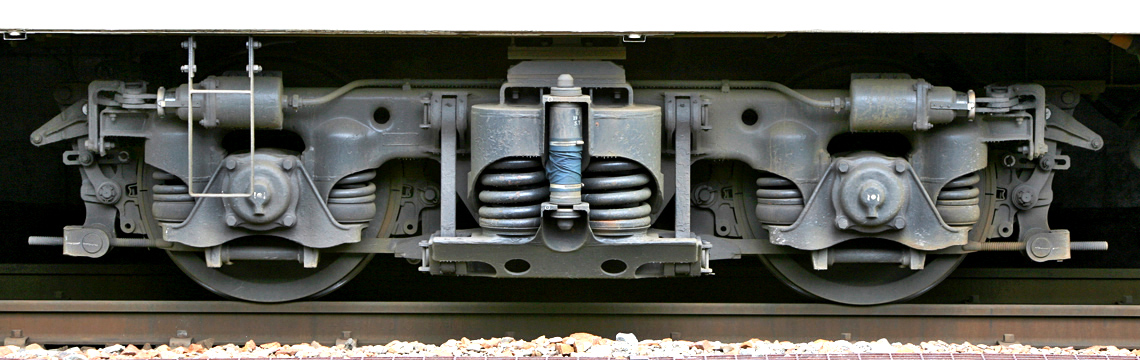
DT21B형 동력대차

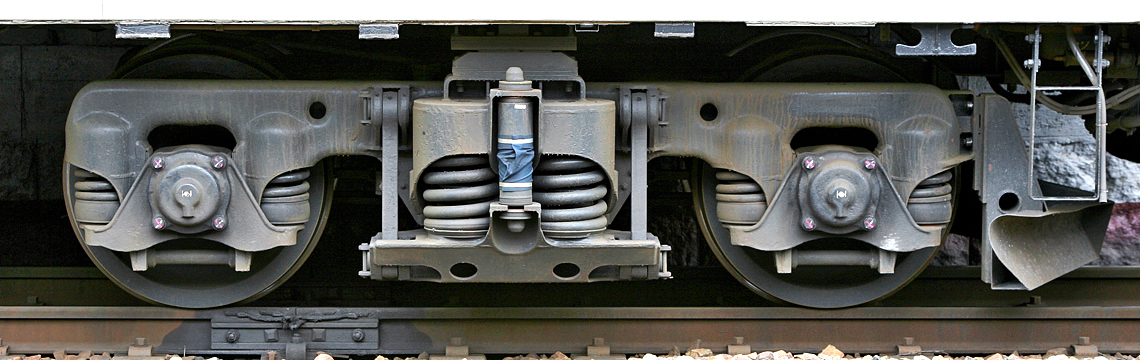
TR62형 부수대차

#### 구조
도카이도 선에는 1950년대 말부터 1960년대 초에 걸쳐 80계와 153계가 운용되어 왔다. 그러나 두 형식은 차량 한쪽 면에 외미닫이문이 둘씩 밖에 없었고, 데크가 있어 출퇴근시간대의 여객 취급에 어려움이 있었다. 이 문제를 해결하기 위해 일본국유철도(현 JR)에서는 차량 한쪽 면에 양미닫이문 셋이 있고 데크가 없는 근교형 차량을 도입하게 되는데 이 차량이 바로 111계이다.
1960년대 조반선에서 사용하기 위해 개발된 교직류 겸용 전동차인 401계와 그 자매차인 421계의 직류 전용형이라 할 수 있는 차량으로, 주전동기로는 이들 계열과 같은 출력이 100kW인 MT46형 직권전동기를 탑재하였다. 차체 구조나 좌석 배치 등도 이들 계열과 대동소이하다.
동력차의 대차는 401계·421계와 같은 DT21B형 대차를 사용하였으나, 부속차의 대차는 제동력을 강화하기 위하여 디스크 제동을 사용하는 TR62형 대차를 채용하였다.
전두부는 1961년 이후 제작된 153계 전동차의 고운전대 구조를 채용하였다. 전조등은 완성 시점에서는 대형 타입으로, 후에 전면 강화 공사와 병행하여 소형인 실드빔으로 개조된 차량도 있다. 쿠하 111형 중 시즈오카·고베 방면에 연결되는 선두 차량은 전동 공기압축기를 탑재하고 있어 300번대로 분류된다.
이윽고 출력이 120kW로 더욱 강력한 MT54 전동기가 개발되었고, 신규 도입 차량은 이를 탑재한 113계가 생산되면서 111계의 생산은 1962년에서 1963년이라는 짧은 기간동안만 이루어지게 되었다.

#### 111계의 형식
기재 순서는 과거의 관례에 준한다.
모하 111형(M)
모하 110형과 유닛을 구성하는 전동차로 주제어기, 주저항기, 전동 발전기(MG)를 탑재한다. JR 시코쿠에 배치된 차량은 냉방 개조시에 MG가 철거되었다.
모하 110형(M')
모하 111형과 유닛을 구성하는 전동차로 팬터그래프와 공기 압축기(CP)를 탑재한다. JR 시코쿠에 배치된 차량은 냉방 개조시에 사이리스터 인버터(SIV)가 설치되었다.
쿠하 111형(Tc)
111.113계를 통틀어 제어차이다. 3위측 구석에 화장실이 있고 300번대는 CP를 탑재하고 있다. 이 시기에 등장한 115계와 달리 홀수형(도카이도 본선 기준으로 도쿄 방면)이 0번대(Tc), 짝수형(고베 방면)이 300번대(Tc1)와 구분되고 있지만 비냉방차는 홀수형, 짝수형 모두에 사용이 가능한 양용 구조다(쿠하 111-1017-1025·1332-1339를 제외). 초기차에 대해서는 조수석 쪽을 접어 입석 공간으로 구성되었다.
사로 111형(Ts)

#### 운용과 개조
1962년에 도카이도 본선용으로 오후나 전차구와 시즈오카 운전소에 도입되어 가을에는 요코스카 선에도 진출했다. 이 때는 도장 변경이 되지 못하고 도카이도 본선과 같은 쇼난색 그대로 전면에 요코스카 선의 라인 컬러인 스카색의 헤드 마크형 행선 표지판이 설치되어 있었다. 등장 당초 편성을 아래에 나타낸다. 기본 편성 중간에 선두차(Tc)가 갖추어져 있지만 이는 신칸센이 개통했을 때의 편성 단축을 전제했기 때문이었다.
| ←도쿄고베→    |              |               |                |   |               |              |               |               |              |               |               |               |              |               |                |
| 쿠하 111 (Tc) | 모하 111 (M) | 모하 110 (M') | 쿠하 111 (Tc1) | + | 쿠하 111 (Tc) | 모하 111 (M) | 모하 110 (M') | 쿠하 111 (Tc) | 모하 111 (M) | 모하 110 (M') | 사로 111 (Ts) | 사로 111 (Ts) | 모하 111 (M) | 모하 110 (M') | 쿠하 111 (Tc1) |
| 부속 편성     | 부속 편성    | 부속 편성     | 부속 편성      | + | 기본 편성     | 기본 편성    | 기본 편성     | 기본 편성     | 기본 편성    | 기본 편성     | 기본 편성     | 기본 편성     | 기본 편성    | 기본 편성     | 기본 편성      |

1974년 이후 113계 0'번대의 투입에 따라 오후나 소속차는 히로시마 운전소로 전출되었으며 이후 도카이도 본선 시즈오카 지구와 산요 본선 히로시마·시모노세키 지구에서 집중 사용된 시기가 길다. 덧붙여 111계와 같은 시기에 제작된 쿠하 111형의 일부는 오오토리 전차구(후에 히네노 전차구)에 전속되어 간사이 본선 미나토마치(현재의 JR 난바) - 나라 간에, 한와 선, 기세이 본선 등에서 사용되었다.
이들은 국철 말기부터 폐차가 시작되고 있었지만, 국철 최고 말기의 1987년 3월 시코쿠 지구(요산 본선 다카마쓰 역 - 사카이데, 다도쓰 - 간온지간 도산 본선 다도쓰 - 고토히라 간)에서 전철화가 개시되어 12량(모하 111/110-13·24·36, 쿠하 111-6·11·28,303·317·323)이 4량 편성 3개를 끼고 시코쿠(다카마쓰 운전소)에 전용되어 그대로 시코쿠 여객철도(JR 시코쿠)에게 승계되었다.
JR화 이후의 1988년 JR 시코쿠용으로 일본국유철도 청산 사업단이 보유하고 있던 8량(모하 111/110-3.4, 쿠하 111-2·10·27·29)의 차적이 부활했지만 이때 차적 편입된 쿠하 111형은 상행 방면용 0번대였기에 그 해 2량(10.11)이 하행 방향용으로 방향 전환 개조되어 쿠하 111형 3000번대(3001·3002)가 되었다.
시코쿠의 111계는 사용 개시에 해당하는 도장이 독자적인 것(시코쿠 색)으로 변경되어 혼슈와 시코쿠 사이 혼시비산 선용 무선 안테나가 설치되었다. 또한 쿠하 111형 화장실은 철거(쿠하 111-27.29 만은 화장실을 철거하지 않았다)되고 모하 110형에는 2량분인 홈이 아닌 무인 역에서 차장이 집찰하기 위해 차장용 설비(방송 장치, 차장 스위치 등)이 있는 업무용 공간을 설치했다. 신제 도입된 121계와 마찬가지로 전차량 금연으로 설정되어 전차량 모두 재떨이는 철거되었다. 또한 1988년부터 다음 1989년에 걸쳐 집약 분산형 AU101형을 이용한 냉방화 개조가 실시되며 총 전원 장치가 전동 발전기(MG)에서 정지형 인버터(SIV)으로 변경되었다. 일부 창문 샷시의 교체나 전조등의 실드빔화가 이루어진 차량도 존재한다.
세토대교 선 개업 직후에는 오카야마 - 다카마쓰 간 임시 쾌속에도 사용되었으나 주로 세토대교 선 오카야마 - 간온지간과 출퇴근 시 다카마쓰- 간온지·고토히라간 열차에 사용되었고 단체 전용 열차에도 사용된다. 앞에서 서술한 것처럼 각부에 개조가 이루어지고 있었지만 노후화 때문에 1996년부터 2001년 3월까지 6000계나 후술의 113계 개조차(→#JR 시코쿠)에 설치되고, 전차량이 폐차되었다.
덧붙여 111계로서 완성되어 서일본 여객철도(JR 서일본)에 계승된 쿠하 111-314는 후술의 고속화 개조 시공에 따른 쿠하 111-5314에 개번되어 2006년 5월까지 재적하고 있었다.
현재 구 시즈오카 지구 소속차의 쿠하 111-1이 자기 부상 철도관, 모하 111/110-1이 도카이 여객철도 하마마쓰 공장, 구 시코쿠 지구 소속차의 쿠하 111-3002가 시코쿠 여객철도 다도쓰 공장에 각각 보존되어 있었지만, 모하 유닛에 관해서는 이미 해체된 것으로 알려져 있다. 보존 차량은 모두 쇼난 색이다.

### 113계
1962년에 선행 개발된 상기 111계를 바탕으로 120kW로 출력이 강화되어 새로운 표준 MT54형 주전동기를 이용한 형식이다. 이에 따른 주제어기, 주저항기 등도 용량이 증대되었다. 1963년부터 1982년에 걸쳐 약 2,943량(사로 124.125형을 포함하면 2977량)이 생산되어 주로 혼슈내의 평탄하고 온난한 지역의 노선에서 널리 보통 열차와 쾌속 열차로 이용되었다. 관련 계열로 한랭·급경사 노선용으로 병행 생산된 115계가 있는데 이것과 비교해 평탄선용이기에 억속 제동, 노치 반환 제어는 탑재하지 않는다.
JR 이행에 즈음해서는 동일본 여객철도(JR 동일본)·도카이 여객철도(JR 도카이)·서일본 여객철도(JR 서일본)의 3곳으로 계승되어 주로 도카이도 본선과 산요 본선 계통 등 평탄 노선의 보통·쾌속 열차에 운용되었지만, 후계 형식에 의한 교체로 JR 동일본에서는 2011년, JR 도카이에서는 2007년에 운용을 종료했다. 2014년 4월 시점에서는 JR 서일본에 162량과 JR 시코쿠(JR 동일본으로부터 일부 차량이 양도되었다)에 12량 합계 174량이 재적하며 주로 보통 열차에 운용되고 있다.
113계의 형식의 신조차 및 개조차는 다음과 같다. 덧붙여 순서는 과거의 관례에 준한다.

#### 113계 신조 형식
여기에서는 113계의 신조때부터 존재하는 형식을 소개한다. 제조 구분에 따라 차이가 있지만 이 점은 아래의 #신규 제조차 상설을 참조한다.
모하 113형(M)
모하 112형 또는 쿠모하 112형과 유닛을 구성하는 전동차로 주제어기와 주저항기를 탑재한다. 111계에서 M차가 탑재한 전동 발전기(MG)은 주회로 기기 용량 증대에 따른 M차에 탑재할 공간이 없어진 만큼 113계에서는 M'차에 탑재되도록 변경되었다.
모하 112형(M')
모하 113형 또는 쿠모하 113형과 유닛을 구성하는 전동차로 팬터그래프, MG및 공기 압축기(CP)를 탑재한다.
쿠하 111형
#111계의 형식의 쿠하 111형 참조.
사하 111형
부수차에서 400·1500·2000·7000번대와 5801 이외에는 화장실을 탑재한다. 쿠하 111형과 함께 111의 번호가 부여되었다. 2000번대의 등장 때까지 지상용의 사하는 5량만 제조되어 차량 수 대비 수량이 적고, 1000번대 초기 제조 차량의 지상 전용이나 모하에서 개조된 차량, 115계에서의 개조차 사하 대용의 쿠하가 많이 존재했다. 장편성 운용의 감소와 함께 급속히 폐차가 진행되었고 2007년 5월 28일 JR 서일본에서 보류차였던 마지막 6량이 스이타 공장으로 회송되어 그 해 5월 30일 폐차되어 형식 소멸되었다.
사로 113형(Ts)
사로 111형(Ts)
사로 110형(T's)

#### 113계의 개조 형식
여기에서는 113계가 개조될 때 발생한 형식을 소개한다.
쿠모하 113형(Mc)
모하 112형 또는 쿠모하 112형과 유닛을 구성하는 제어 전동차이다. 개조차 뿐만 아니라 모두 모하 113형에서 개조된 형식이다.
쿠모하 112형(M'c)
모하 113형 또는 쿠모하 113형과 유닛을 구성하는 제어 전동차로 이쪽도 개조차 뿐이다. 모두 모하 112형에서 개조된 형식이다.
쿠하 113형(Tc)
JR 시코쿠가 구입한 쿠하 111형 0번대에 부여한 형식이다.
쿠하 112형(T'c)
JR 시코쿠가 구입한 쿠하 111형 300번대에 부여한 형식이다.

## 신규 제조차 상설
여기에서는 신규로 제조된 113계의 번대 구분을 지상용과 지하용으로 나누어 해설한다. 개조 차량의 번대 구분에 대해서는 다음 절을 참조.

### 지상선용

#### 0번대(초기)·0'번대(신조 냉방)
1963년(사하 111형만 1969년)에 제조된 113계 최초의 생산 구분이다. 당초는 도카이도 본선 도쿄 지구 및 요코스카 선에 투입되어 1964년에는 게이한신 지구에도 투입이 시작되었다. 요코스카 선의 0번대에 대해서는 도쿄역 및 신바시 역의 지하 홈 진입에 따른 난연화 대책의 필요로 1970년대 이후 모두 1000'번대에 설치되고 있다.
구조적으로는 111계 주전동기 출력을 증강했을 뿐, 외적에서는 거의 변화가 없고 상호 연결도 가능하다. 특히 부수차 및 제어차에 대해서는 111계와 거의 동일 구조로 형식 및 번호도 111계 후속으로 알려졌다. 다만 성능과 무관하게 쿠하 111형의 홈통이 승무원실 출입문 상부까지 연장되고 있는 점이 구분 포인트이다.
설계상의 모체가 된 401.421계 및 403.423계와 함께 옥상의 환기 장치(통풍기의 형상, 배치가 몇 차례에 걸쳐 개량되고 있다. 큰 변화로는 1964년부터 쿠하 111형의 운전대 부분에 승무원 통풍용의 정사각형 대형 통풍기가 세워지고, 1968년부터는 눈 대책으로 원형(그로브형)의 객실용 통풍기가 흡입 조절할 수 있는 가압형으로 변경되었다. 따라서 사하 111형은 모두 통기형으로 생산되었다.

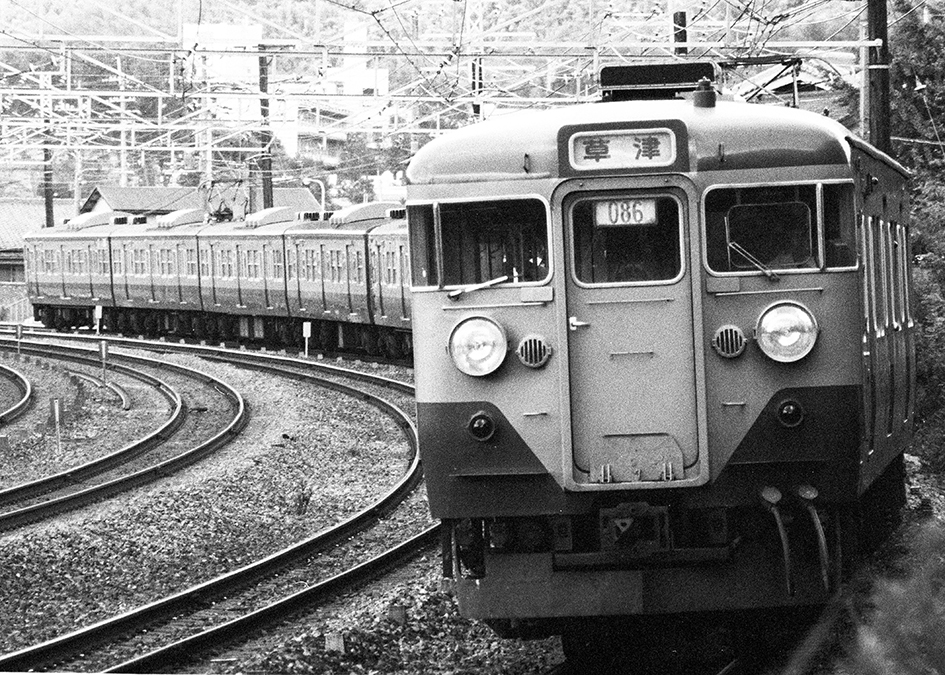
대형 통풍기를 탑재한 쿠하 111형 선두의 게이한신 쾌속 전동차(1983년)

1967년 제조의 모하 113-203은 당시 화장실·화장실 유닛에서 실용화되고 있던 FRP를 지붕 구체에 시용하여 제조되었다. 시험 결과 내후성에서 FRP를 구체에 사용하려면 문제가 있어 시작에만 그쳤다.
1970년에 냉방 시험차가 게이한신 지구에 투입되었다. 103계에 마련된 냉방 시험차와 마찬가지로 AU73X, AU74X, AU75X 3종의 냉방 장치와 각종의 풍도 방식이 시험되었지만, 103계가 시험용으로 신조된 차량인데 비해 113계는 기존 차량의 개조로 조성되었다. 시험 결과는 양호하고, 국철 시대에는 일부 차량에 대해 거의 그대로의 양식으로 냉방 개조가 진행된(→#냉방 개조).
1970년부터 1973년 동안 1000번대 제조가 중점적으로 이뤄지는 바람에 0번대 제조는 중단되었다. 1974년에 재개되었으나 이후 제조된 차량은 차체 구조가1000'번대의 영향을 받은 창문별 조립후 설치(유닛 창)에서 제조시부터 냉방 탑재차(신제 냉방차)로 전조등도 제조시부터 실드빔이 되었다. 차량 번호는 이전의 차량 순서에서 모하 유닛 -233, 쿠하 111-194.505, 사하 111-5 이후가 붙었으나, 그것들은 각 부에서 형태가 다르므로 비공식 호칭이 있지만 '0'번대'와 구분되는 일이 많아 본 항에서도 그 호칭을 사용한다. 덧붙여 0'번대에 상당하는 0번대의 사하 111형은 -5의 1개 뿐이었다.
각지에서 오랜 기간에 걸쳐 사용되어 노후화에 따른 폐차가 진행 중인 상황에서 1969년 이전 차량에서도 아직 운용되고 있는 것도 존재한다. JR동일본·JR서일본에 승계된 0'번대에는 연명 목적으로 대규모 리뉴얼 개조(→#체질 개선차)도 실시된 차량도 존재했지만 내구 연한을 고려하여 2007년 이내 신규 시공은 종료하고 있다.

#### 700번대
고세이 선용으로 1974년부터 1976년에 제조된 한랭지 전용 사양의 그룹이다. 0'번대의 차체를 기준으로 하지만 고세이 지역이 다설 지대인 관계로 승객용 출입문 반자동(수동으로 개폐) 대응화, 전면 타이 폰의 셔터 설치, 스노 플라우 설치와 같은 내한 내설 구조인 이른바 115계 300번대에서 구배 억속제동을 제거한 사양이다. 온난지 사양차의 쿠하 111형 300번대에 해당하는 CP 탑재의 서쪽(짝수) 방면 제어차는 '쿠하 111형 750번대'로 구분되어 있다. 2M2T의 4량, 4M2T의 6량으로 편성된 84량이 제조되었지만 단편성을 위한 사하 111형은 제조되지 않았다.
신제시의 배치는 다카쓰키 전차구(현:아보시 종합 차량소 아카시 지소 다카쓰키 파출소)에서 국철 말기의 해당 전차구의 무배치화에 따른 미야하라 전차구(현:아보시 종합 차량소 미야하라 지소)에 전속했으며, 국철 분할 민영화때 전체 차량이 JR 서일본에게 승계되었다. JR 출범 후 스이타 종합 차량소 교토 지소(구:무코마치 운전구 → 교토 종합 운전소)에 전속하고 있다. 1991년부터는 후술의 고속화 개조가 시공되고 전체 차량이 번호에 5000을 더한 '5700번대'가 되었으며 일부는 반자동 출입문 전기 스위치화나 체질 개선 공사도 실시되고 있다. 다만 2007년 이후 신규 시공은 중단되고 있다.
등장 이후 고세이 선과 그 뒤 전철화된 구사쓰 선에서 운용되고 있지만 교토 지소에 전출된 후에는 산인 본선 교토 지구(사가노 선)에서도 운용되고 있다. 사가노 선용은 행선막이 LED화된 전기 연결기를 갖춘 'C편성', 고세이·구사쓰 선용은 전기 연결기가 없는 'L편성'과 운용이 엇갈리고 있다. 이 그룹 중에서 2003년 전철화된 오바마 선용으로 반자동 개폐 출입문 버튼 설치나 좌석 개조가 실시된 2개 편성이 후쿠치야마 운전소 전동차 센터(현:후쿠치야마 전차구)에 전속했지만 2006년 호쿠리쿠 본선 쓰루가 직류화에 따른 125계 증비에 의해 교토 지소로 복귀하고 있다. 또한 2005년에 후쿠치야마 선에서 발생한 탈선 사고로 117계의 해당 노선 철퇴에 따라 보충용으로 미야하라 종합 운전소에 전용된 차량도 존재한다. 현재는 전동차 유닛 1조(5768)가 해당.
2008년부터 221계의 산인 본선 교토 지구(사가노 선) 전용에 따른 일부 차량이 히로시마 지구로의 전용이 시작되고 있다. 전용된 차량은 고속화 해제되고 원번호로 환원된 차량도 존재한다.

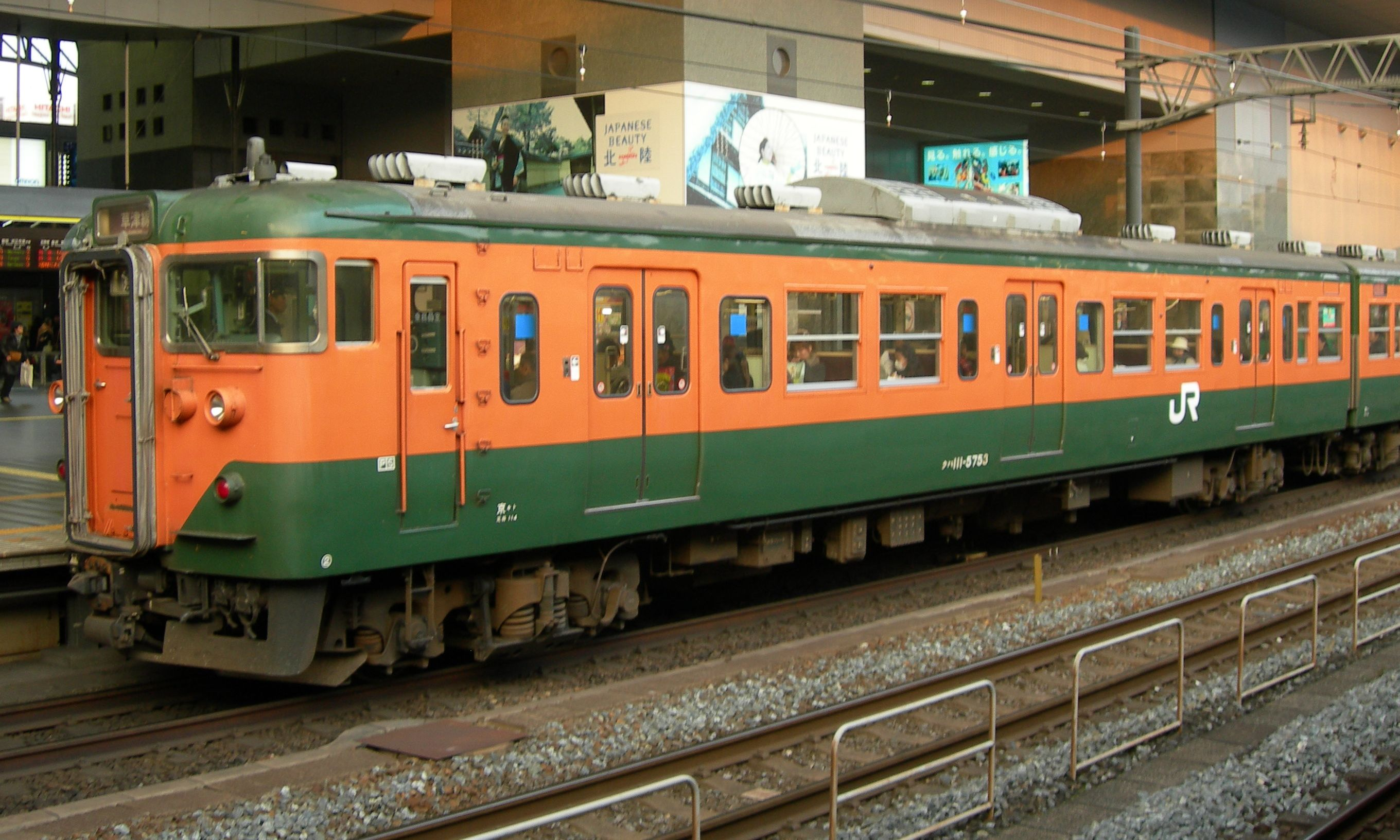
쿠하 111형 5700번대 짝수(서쪽 방면)용·CP 탑재(5750번대) 차량. 반자동 버튼 설치를 위해 일부 도어포켓 창 반분이 덮여 있다.

#### 2000번대
1978년부터 제조(사하 111형은 1980년부터)된 지상 온난지 사양의 번대로 구분되며 0번대의 직계인 그룹이다. 크로스시트부의 좌석 간격(시트 피치)의 확대(1,420mm→ 1,490mm)·좌석 폭 확대(880mm → 965mm), 형상 변경과 이에 따른 창 할당의 변경, 좌석 정원 감소 등이 이뤄졌기 때문에 번호가 구분되었다. CP 탑재의 서쪽(짝수) 방면 선두차(쿠하 111형 2000번대)는 전체 차량 화장실 탑재이나 CP 없는 동쪽(홀수) 방면 선두차(쿠하 111형 2100번대)는 2145까지 화장실 없으며, 2146 이후에는 화장실 탑재와 제조 도중 사양 변경이 이루어진 것이 특징이다.
후기에 제조된 차량은 지붕위 냉방 장치 옆 랜보드(비계 발판) 등의 구조가 당시 제조된 201계 양산차에 준한 것이다.
사하 111형 2000번대 가운데 2001-2007·2009-2012·2025는 1983년부터 2000년 오후나 전차구(현재의 가마쿠라 차량센터)와 마쿠하리 전차구(현 마쿠하리 차량센터)에 배치되어 |1000'번대에 연결되고 요코스카·소부 쾌속선에서 사용되고 있었다. 1000'번대·1500번대와의 주요 차이점은 점퍼 마개만 있고 0'번대 이후 차량의 내화 기준은 지하용 A-A기준에 따라 제조되고 있어 지하선 구간 운행에 문제가 없었다.
제1진은 80계의 교체용으로 오가키 전차구에 투입되었다. 현재 본선에서는 철수했지만 비교적 새로운 본 그룹이 다른 번대 교체 등으로 유지될 때가 많아 최근까지 JR동일본·도카이·서일본에 다수 재적하고 있었다. 예를 들어 고즈 차량센터에서 마쿠하리 차량센터 전속 차량은 일부 선두차를 제외한 모두 2000번대가 대상이었다. 그러나 상태가 나쁜 노후차 또는 내구연한이 짧은 편성이 필요 없는 사하 111형에 대해서는 순차적으로 폐차·해체되고 있다. 또한 JR도카이 소유 차량은 313계 3차 도입분의 투입에 따라 2006년 8월부터 2007년 3월에 걸쳐 급속히 폐차가 진행되며 정기 운용이 소멸하고 있다.
또 교토 종합 운전소 'C편성'에 조성되고 주로 산인 본선 교토 지구(사가노 선)에서 사용되는 차량은 특히 번호 구분 등은 이뤄지지 않은 채 한랭지 대책에서 스위치식 반자동 출입문으로의 개조가 단행되고 있다. 이들은 행선막 LED화도 이루어지고 있다.

#### 2700번대
구사쓰 선 전철화용의 700번대 증비로 일반용 2000번대 사양에 한랭지 대책이 추가된 1980년 제조 그룹이다. 이 그룹도 115계 2000번대부터 구배 억속 제동을 제거한 사양이다. 700번대처럼 사하 111형의 제조는 없었다. 4M2T의 6량 편성 2개로 수량이 적고, 1983년부터 1984년까지 4량 편성으로 다시 조성되어 부족한 선두차는 후술의 쿠하 111형 2000번대의 개조 편입으로 충당되고 있다.
구사쓰 선 전철화 개업시부터 고세이 선용 700번대와 공동 운용되어 전체 차량이 JR서일본에 승계되면서 현재는 전체 차량이 고속화 개조되어 번호에 5000을 더한 '7700번대'로 체질 개선 공사를 받고 있다. 그 후에도 고세이·구사쓰 선에서 운용되어 왔다. JR서일본에서는 기술한 대로 2002년부터 2003년까지 추가로 개조차가 탄생하고 있다.

### 지하선 사양

#### 1000번대(초기차)·1000'번대(냉방 준비 및 신제 냉방차)
요코스카 선·소부 쾌속선의 지하 구간(긴시초~시나가와간, 1972년 긴시쵸-도쿄 간 개업, 1976년 도쿄-시나가와 간 연장) 직통을 목적으로 1969년부터 제조된 지하 구간 진입 대응 차량 그룹이다. 0번대를 기본으로 운수성(→국토교통성) 제정 A-A기준에 대응한 난연 구조가 채용되었다. CP첨부의 서쪽(짝수) 방면 제어차는 기본 번호+300의 '쿠하 111형 1300번대'로 구분되어 있다.
패킹 재료 등 극히 일부의 부품에 사용된 목재는 모두 폐지되고 창문과 커튼, 마룻바닥 임시 등의 재료는 난연성·불연성 재료로 변경되었으며 화재 발생 원인이 될 저항기 등 일부 기기·회로에 발화 방지 대책이 이루어지고 있다. 또한 1972년 이후에 완성된 선두차(쿠하 111-1017-1025·1332-1339)는 전조등이 실드 빔으로 변경하는 동시에 단독(방향 전환 불가능)으로 알려져 주제어기도 유지보수를 저감한 CS12G로 변경되었다.
그러나 개업을 앞둔 시기 지하 구간의 보안 장치로 ATC를 도입하기로 했기 때문에 ATC장치를 탑재하고 그에 맞춰 냉방 장치 탑재(당초 일부는 준비) 등 각부에 대폭 개량이 이루어진 차량이 1972년 4월 이후 새로 제조되었다. 이 변경 때문에 기존 1000번대 차량은 오로지 보소 지구(소부 본선·나리타선·가시마선·소토보선·도가네선·우치보선) 지역 열차나 0번대와 함께 본선 도쿄 지구에서 사용되었다. 특히 사하 111형에 대해서는 도카이도 본선 도쿄 지구에 전용되면서 0'번대에서의 증비는 1량에 그치게 되었다. 이 그룹은 '지상용 1000번대'로 통칭되기도 한다.
신조된 차량은 선두차의 조수석 뒤에 ATC 장치가 탑재(일부는 준비구조)되고(따라서 조수석 부분의 2단 구조는 폐지되었다), 운전사 측도 후방으로 확대되어 급행형 전동차 같은 넓은 구조에 기존차에서는 전조등과 포장 테두리 사이에 있던 타이폰(경적)이 하부로 이전되어 점퍼 마개는 KE70형으로 적용되었으며 전체 차량 모두 측면 창 위에 행선 표시기가 설치되어 측 창은 다른 조립 후 설치의 '유닛 창 구조'가 되고 외관이 크게 변화했다. 차량 번호는 기존차에 이어 모하 유닛-1055, 쿠하 111-1026·1340, 사하 111-1020 이후 부번되어 있지만 기존의 비 ATC차량과의 구분을 위해 비공식의 호칭이 있지만 '1000'번대'와 구분되는 경우가 많아 본 항목에서도 이 호칭을 사용한다.
또한 화장실 설치 위치 수는 0번대와 1000번대 기존차와 변화는 없지만 지하선의 청정화와 보선 작업자의 영향을 고려하여 순환식 오물 처리 장치가 설치되었다(요코스카용에 투입된 차량은 당초 준비만으로 후에 설치). 또한 주전동기도 ISO 규격 나사를 채용하고 유지보수를 저감한 MT54D로 변경되었다. 후기 제조차는 완성때부터 냉방 장치를 탑재한 '신제 냉방차'로 MG용량은 냉방·제어 전원이 일체화되고 160kVA가 되었다. 용량 증대에 따라 탑재하는 모하 112형은 측면 중앙 도어포켓 창 부분에 MG냉각용 냉각풍 우선 입구가 마련되어 있다.
전술했지만 이 차체 구조는 이후의 지상용 신제 냉방차(0'번대)나 700번대에서도 채용되었고, 115계 300번대 및 415계 0'번대에서도 채용되고 있다. 다만 쿠하 111-1106·1419 이전의 차량은 115계 300번대 이후의 차량과 다른 전면 강화 구조가 되지 않아 훗날 전면 강화 공사가 추진되었다.
지상용으로 된 기존차에 대해서는 후에 전조등이 실드빔화된 차량도 있지만 타이폰이 다른 번대와 같은 전조등과 포장 테두리 사이의 배치되었고 창문 구조나, ATC의 탑재가 이루어지고 있지 않기 때문에 선두차의 조수석 후부의 창 배치도 다르다 등 1000'카운터의 차이는 현재도 크다. 냉방 장치도 국철 시대에는 1000'번대와 같은 AU75계가 탑재되었으나 민영화 이후에는 JR동일본 개발 집약 분산식 냉방 장치 AU712형 2기/1량을 탑재한 차량도 존재한다. 안에는 냉방이 탑재되지 않는 비 냉방 그대로 폐차가 된 차량도 존재한다.
국철 시대에 극히 소수의 초기 비 ATC차가 주쿄권·긴키권에 전용되고 나머지는 당초의 배치구에서 사용되었다. 따라서 국철 분할 민영화 때에는 대부분 JR동일본에 승계되고 있다.
그 후에도 긴 세월에 걸쳐 요코스카·소부 쾌속선 및 보소 지구 지역 열차의 주력 차량으로 사용되며 초기 비 ATC차를 중심으로 갱신 공사, 후기 ATC차를 중심으로 리뉴얼 공사도 시공되었지만, 요코스카 선·소부 쾌속선에서는 1999년에 E217계로의 교체에 의해 철수했다. 일부 차량은 오야마 전차구(현 오야마 차량센터)로 전출하고 쇼난색(중간차는 115계와 동일)으로 변경하여 E231계 투입까지 한정 운용으로 사용되었다. 보소 지구에서도 2004년 10월부터 상태가 양호한 구 도카이도 본선 운용차(0'번대, 2000번대), 2006년 10월부터는 E231계의 투입으로 잉여 211계 3000번대의 전입이 있어 리뉴얼 차 이외는 거의 소멸 상태이다.
이 그룹의 사하 111형은 2005년에 도카이도 선에서 갱신 공사 시공에 사용되던 1량(1015)이 폐차된 것을 끝으로 형식 소멸했다. 또한 주쿄권·긴키권에서 JR도카이·서일본에 승계된 차량도 한와 선에서 사용되던 1량(쿠하 111-6310·고속화 공사로 +전 번호 5000)이 2004년에 폐차되고 소멸하고 있다.
덧붙여 요코스카·소부 쾌속선 철수 시에는 폐차가 된 사로 번호의 쿠하 111-1111을 포함한 편성이 1999년 11월 11일에 이벤트 열차로 사용되었다. 또한 ATC 탑재 1000'번대는 요코스카·소부 쾌속선이 금연 구간으로 지정되었기 때문에 재떨이는 제조시부터 설치되지 않았지만 ATC 비탑재의 1000번대에 설치되어 보소 지구에서는 1997년 3월 JR동일본 관내 보통 열차 전면 금연화까지 열차에 따라 금연이거나 흡연 가능한 현상이 이어졌다.

#### 1500번대
1000번대의 개량 증비형으로 2000번대의 차체 구조를 도입하여 1979년부터 제조된 그룹이다. 국철 분할 민영화 시에는 전체 차량이 JR동일본에 승계되었다. CP 탑재의 서쪽(짝수) 방면 제어차는 기본 번호+100의 '쿠하 111형 1600번대'로 구분되어 있다. 또한 6량 제조된 동쪽(홀수) 방면 제어차 중 -1504까지 화장실이 없으며 -1505와 1506은 화장실 탑재와 제조 도중 변경이 있다.
다른 번대에 비해 전조등과 타이폰이 약간 높은 곳에 설치된 것이 본 번대 선두차의 특징이다.
차량 전체가 오후나 전차구·마쿠하리 전차구에 신제 배치되어 요코스카·소부 쾌속선에서 사용되었다. E217계 투입 후에는 보소 지구 지역용으로 많은 차량이 마쿠하리 전차구에 배치되고 일부는 차량 수급의 사정으로 고즈 전차구에 진입하여 도카이도 본선 도쿄 지구에서 사용되었다. 사하 111형은 1량(1501 폐차)을 제외한 고즈 전차구에 전출되어 노후화된 사하를 교체했다. 사하 111형은 고즈 차량 센터(2004년에 개칭) E231계 투입에 따른 전용처가 없는 전차량 폐차되어 형식 소멸하고 있으며, 고즈에 전용된 1500번대는 마쿠하리 차량센터(2004년에 개칭)에 다시 전속되지 않고 전차량 폐차되었다. 마쿠하리 차량센터에 배치된 1500번대는 대부분의 차량에 대해 리뉴얼 공사가 시공되었다. 그러나 모하 113·모하 112-1517·1520은 초기 시공이었지만, 모하 112-1517에 대해서는 보조 전원 장치와 공기 압축기를 리뉴얼 시공차와 동일 제품으로 교체하고 있다.
쿠하 111형 1500번대(1600번대)에 대해서는 마지막 2량(쿠하 111-1504·쿠하 111-1602)이 마쿠하리 차량센터 S224편성의 양 선두차에 조성되었으나 2011년 8월 30일에 나가노 종합 차량센터에 회송되었다.

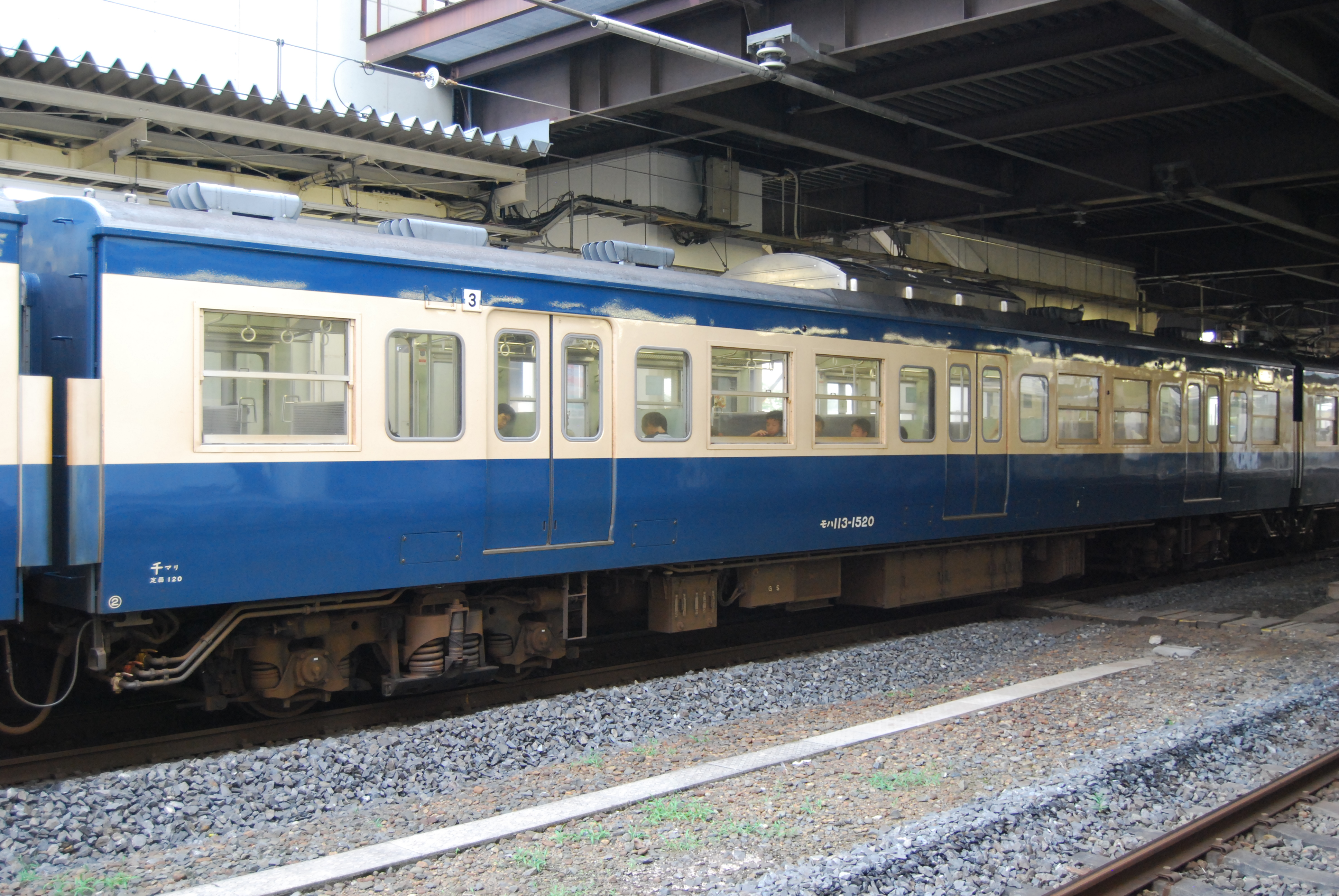
모하 113-1520
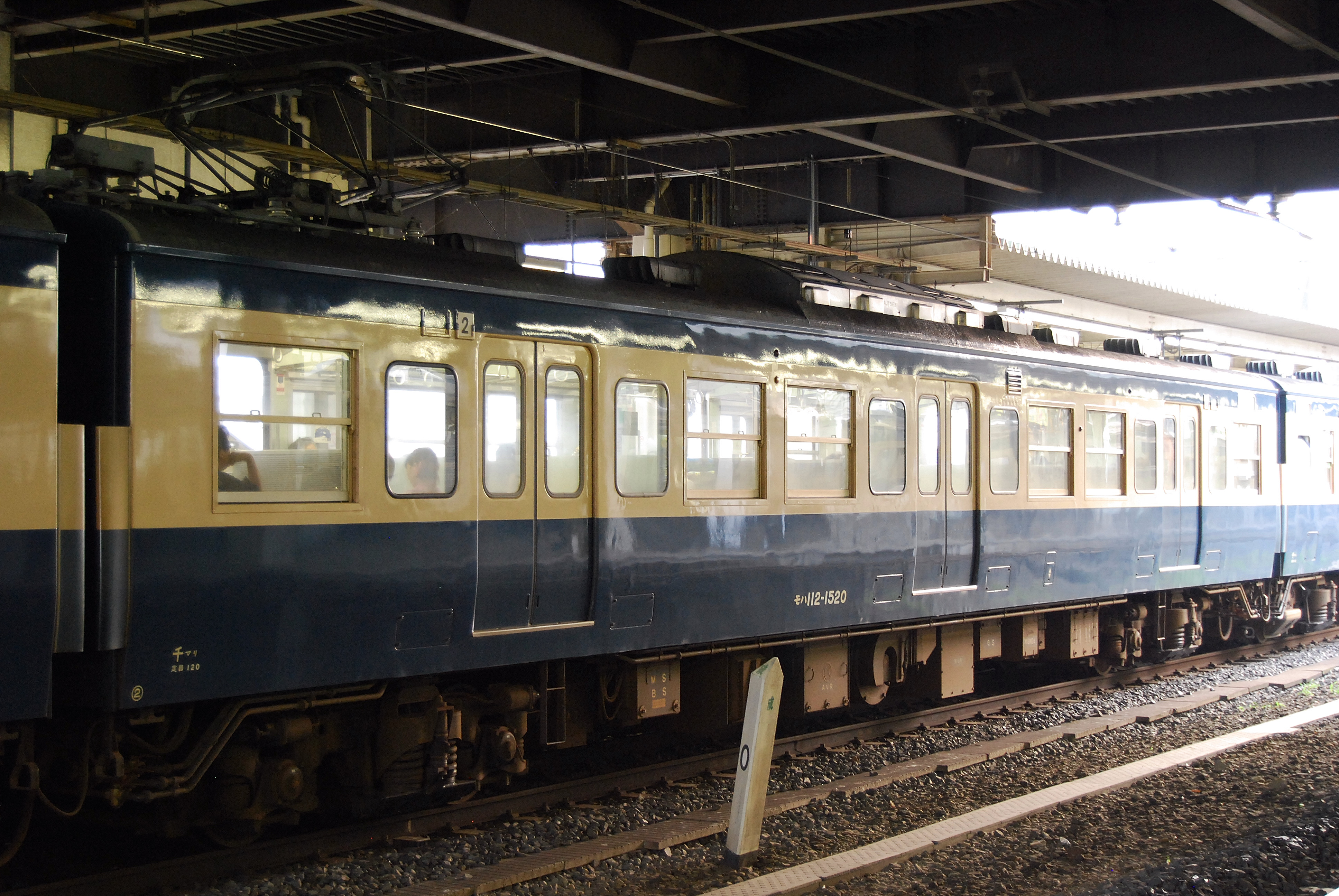
모하 112-1520
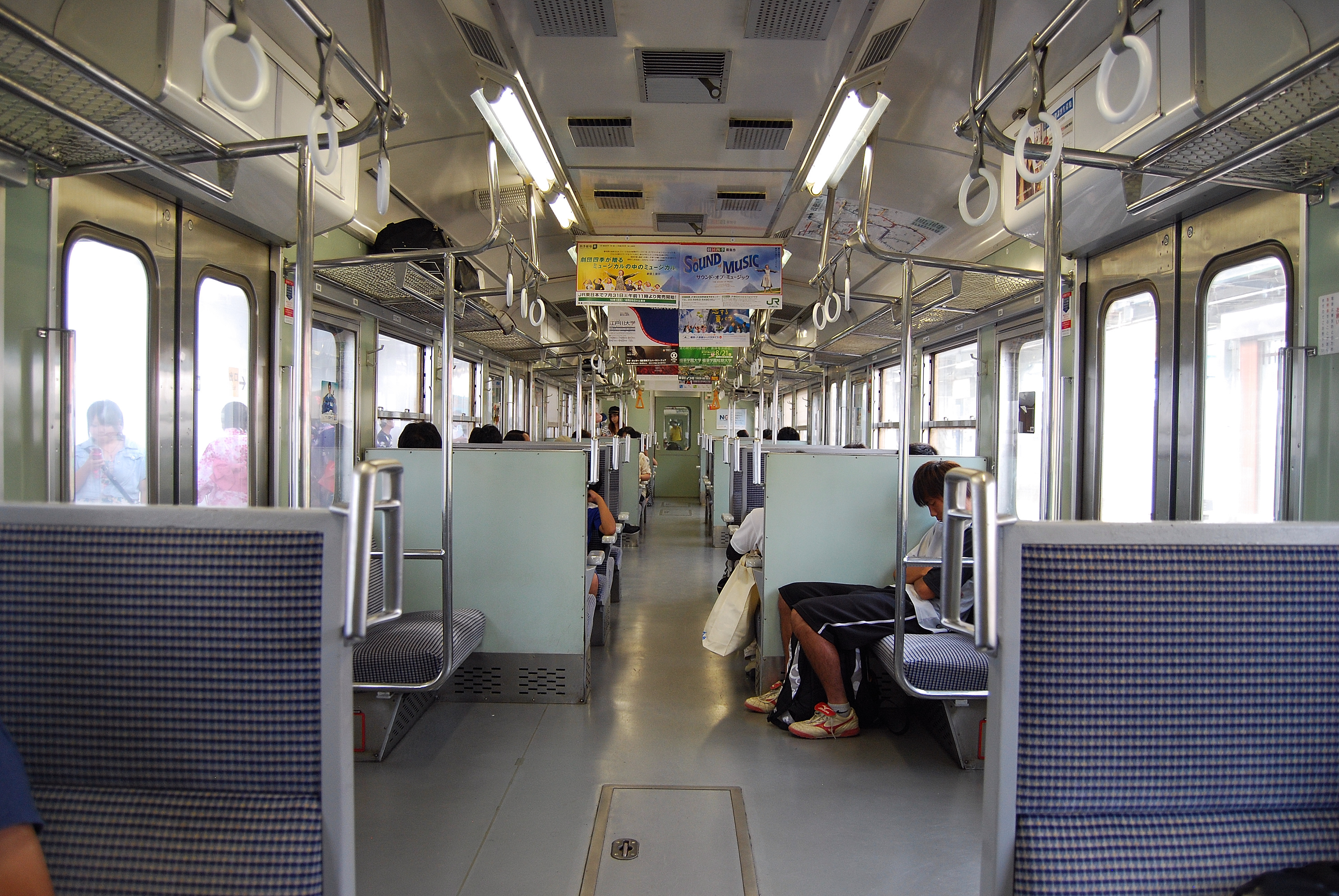
1500번대의 실내

## 개조
본 계열은 오랫동안 대량으로 제조되었고 JR각사로 이행된 후에도 사용되면서 지역과 시대의 요구에 맞춘 개조 공사가 다수 있다.

### 국철 시대

#### 특별 보존 공사
1960년대에 제조된 차량은 1980년 이후 노후화가 진행되어 교체 대상이 되었지만 당시의 국철의 재정에서는 신조 차량으로의 교체는 어려워 제조에서 15-16년 경과한 차량에 대해 전반 검사 2차분의 연명을 꾀하는 연명 공사를 시공했다. 이것이 특별 보전 공사이다.
주된 시공 항목은
- 지붕 강판의 보수
- 홈통 보수
- 외판 보수(지붕, 요판부 창 주변 등)
- 측 창틀 교체
- 공기 배관 교체
- 주회로 배선 교체
- 변소 바닥 강판 교체

이 밖에 실시 공장에 따라서는 창호의 교체나 내장 갱신(치장판, 좌석 모켓의 마감재 교체), 도장 지붕화 등도 추가로 실시하고, 냉방 개조나 오물 처리 장치 설치도 아울러 간 차량도 존재했다. 민영화 후에도 계속들로 이뤄졌으며 후술의 연명 공사로 전환함에 따라 시행 차량은 적다. 또한 JR동해에서는 헤세이 들어 시행 때 화장 판이 211계 같은 것으로 교체된 차량도 존재했다.
냉방화 개조
- 시험 냉방 개조

0번대 항목에서 언급했으나 1970년에 시작 냉방 편성이 게이한신 지구에 투입되었다. 개조된 것은 사로 112형을 포함한 아래의 1편성 8량이다.
← 동쪽
쿠하 111-52+모하 113-55+모하 112-55+쿠하 111-360+사로 112-14+모하 113-15+모하 112-15+쿠하 111-369
냉방 장치는 쿠하 111-360과 모하 112-15가 도시바 AU73X형, 모하 112-55와 쿠하 111-369가 히타치 제작소 AU74X형, 쿠하 111-52와 모하 113-15.55가 미쓰비시 전기제 AU75X형과 집중식 3종이 차체 프레임을 보강하여 탑재되어 차내의 의장도 냉풍 덕트나 투출구의 형상과 배치, 선풍기의 여부도 여러 종류가 존재했다. 냉방용 전원 장치는 제작 기간의 관계로 급행용 110kVA의 MG를 쿠하 111형에 탑재했다.
한편 사로 112-14는 동일한 차체의 165계 사로 165형, 455계 사로 455형과 같은 분산식 AU13E형이 탑재되었으며 5기 탑재되었고 6기 탑재된 경우도 있었다. 미야하라 전차구에 배치된 사로 112-3에 대해서도 마찬가지의 개조가 단행되었다.
덧붙여 같은 사로 112에서도 1, 13, 17, 19, 21-29, 51, 101-104에 대해서는 사로 152·사로 163시대에 냉방 전원으로 MH122A-DM76의 20kVAMG를 탑재했으나 사로 112로의 개조에서 철거했는지는 불명이다.
이 편성은 1972년 2월 쿠하 111-369과 사로 112-14를 제외한 오오토리 전차구로 전속되어 한와 선에서 사용되었다. 1976년도 이후 냉방 장치를 양산형의 AU75B로 재설치했지만, 쿠하의 MG는 여전하며 모하 112도 MG가 설치되지 않았다.
쿠하 111-369는 1986년에 800번대로 개조되었다. 국철 분할 민영화 때에는 7량 전 차량 JR서일본으로 승계되었다.
0번대인 채였던 6량은 1991년 800번대 및 415계 800번대로 개조되었다. 냉방 전원이 양산차와 달라서 다소 특수한 존재였지만 415계 개조 때 쿠하 탑재 MG가 잘 살아남은 셈이었다.
번호의 대조는 아래와 같다
모하 113-15→ 모하 113-813→ 쿠모하 113-3813
모하 113-55→ 모하 113-819→ 쿠모하 113-3819
모하 112-15→ 모하 414-810
모하 112-55→ 모하 414-804
쿠하 111-52→ 쿠하 415-801
쿠하 111-360→ 쿠하 415-807
쿠하 111-369→ 쿠하 111-810
※쿠하 111-810은 2005년 쿠모하 113-3813과 3819는 2008년에 폐차되어 현재는 415계 800번대로 개조된 4량이 남아있다.
- 1971년도 냉방 개조

시작 냉방차의 사용 실적으로 냉방 장치는 소형 경량화의 관점에서 우세한 AU75X형이 표준 기종으로 선정되어 선풍기가 없는 쿠하 111-52의 방식을 기본으로 한 AU75계가 상기 3개사를 통해 양산이 개시되었다. 이 때 대상 차량은 시작 냉방 개조차에 이어간사이 지구의 배속차가 선정되면서 당시 113계로 운행된 신쾌속 운용에 투입되어 사철(한큐·게이한 등)과의 대항에 이용되었다. 이 그룹도 시작 냉방 개조차 같이 쿠하에 MG가 설치되어 있다. 또한 냉방 장치 본체가 후방에 설치되어 있다.
번호는 아래와 같다(수량이 많아 개조 후 차량 번호는 생략)
모하 113+모하 112
18·30·31·66·111·168
쿠하 111
66·151·172·338·339·340·351·352·360
이들 그룹도 쿠하 111-338·340·351을 제외하고 개조될 순간도 없이 1972년 오오토리 전차구로 전속되어 한와 선에서 운용되었다.(쿠하 111-351은 1978년 오오토리로 전속) JR 이행 후 시작 냉방 개조차 역시 800번대와 415계 800번대의 부수차로 전용되었다.
- 양산형 냉방 개조

1973년 이후 그 해 제조된 1000'번대를 따라 냉방 전원은 모하 112형의 MG를 20kVA에서 냉방 전원 겸용의 160kVA로 교체하여 해당 차량을 포함한 4량에 급전하는 방식으로 변경되었다. 또한 동시에 일부 차량(초기 개조차)를 제외하고 측면 행선 표시기의 준비 공사가 시공되고 위치가 애매한 직하의 창은 상단이 고정화되었다.
나고야 공장 개조차는 개조시에 지붕 환기 장치가 가압식에서 그로브식으로 교체 탑재되어 냉방 본체의 위치가 후방에 설치된 것이 특징이다.
하타부 공장 개조차는 냉방 장치 전후의 연결식 환기 장치를 신제 냉방차 후기 그룹처럼 냉방 본체에서 떨어진 위치로 이전하고 있다.(115계에도 같은 개조가 인정되었다)
차량 수급 조정 관련
- 쿠하 111형의 방향 전환

국철 시대의 1984년 2월 다이아 개정으로 홀수형 선두차가 부족하기 때문에 아보시 전차구 배치의 짝수형 쿠하 8량분이 개조되었다.
번호의 대상은 다음과 같다
쿠하 111-357·367·481·436·457·462·449·455→ 쿠하 111-263·264·265·266·267·268·269·270
이 중 쿠하 111-263(구 357)과 264(구 367)는 방향 전환 이전에 마쿠하리 전차구에 전속되었고 정확히는 마쿠하리구 전속 이후에 방향이 전환되었다. 이 2량만 비 냉방에서 1994년까지 냉방 개조되지 않고 폐차되었다. 265-268은 냉방 개조차의 방향 전환, -269와 270은 방향 전환 후에 AU75에 의한 냉방 개조가 실시되었다. JR화 이후에는 -268 외에는 후술의 고속화 대응 공사가 실시되면서 +5000이 되었다.
JR서일본이 되면서 1991년에는 상기와 같은 이유로 같은 아보시 전차구 배치의 짝수형 쿠하 3량분이 개조되었다.
번호의 대상은 다음과 같다
쿠하 111-347·374·411→ 쿠하 111-276·277·278
-276과 -278은 WAU102형 냉방 개조차, 277은 AU75냉방 개조차로 방향 전환이 있었으며 후에 서술하는 고속화 대응 공사가 시행되어 +5000이 되었지만, 국철 시대에 개조된 차량도 포함하여 현재는 모두 폐차되고 있다.
쿠하 111형은 전술대로 비 냉방차를 제외한 기수 방향(Tc)·짝수 방향(Tc1) 모두 양이동 구조이기 때문에 시즈오카 지구에서는 국철 말기-JR 초기에 따른 개번이 없었던 개조 차량이 존재했다. 이들은 211계 투입에 따라 기, 홀수형 그대로 폐차되었다.
- 쿠하 111형의 내한 내설 개조

1984년 2월의 다이아 개정으로 당시 다카쓰키 전차구의 700번대, 2700번대가 단편성화로 선두차가 부족하기 때문에 같은 다카쓰키 전차구 배치의 쿠하 111-2000번대 8량이 개조되었다.
번호의 대상은 다음과 같다
쿠하 111-2109-2112→ 쿠하 111-2703-2706
쿠하 111-2009-2012→ 쿠하 111-2753-2756
부여는 신제차의 추가 순서이다. 개조 내용은 측면 출입문의 반자동화와 셔터 부가 타이폰 커버의 설치(신제 차는 이형장), 예비 피리의 추가이다. JR화 이후에 전체 차량 체질 개선 공사를 실시하고 있다. 또한 JR서일본에서도 중간차를 포함한 추가 개조차가 탄생하고 있다.
- 사하 111형 300번대

보소 지구 노선에서 운용하고 있는 6량 편성의 일부를 4량 편성화 하기 위해 선두차를 마련할 필요가 있었던 것과 쿠하 111-1307의 사고 폐차 보충 및 이토 선용 4+7량 편성 1개를 11량 편성 1개로 조성시키기 위해 1984년과 1985년 다이아 개정으로 잉여 사하 115형 300번대 4량을 개조해 등장한 번대 구분이다. 외관은 115계 시절과 전혀 다르지 않게 115계의 특징인 반자동 출입문의 손잡이 등도 그대로였다. 따라서 본 번대의 출입문 열림 폭은 다른 번대보다 좁은 1,100 mm이다. 301-304가 개조되면서 전체 차량이 고즈 전차구(→ 고즈 차량센터)에 배치되었다. 이에 따른 해당 전차구의 사하 111-2000번대 3량이 오후나 전차구(→ 가마쿠라 차량센터)에 전속되어 오후나 전차구의 편성 중간의 쿠하를 염출했다. 도카이도 본선 도쿄 지구 기본 편성으로 운용되었지만, 요코스카·소부 쾌속선에 E217계 투입에 따라 해당 노선에서 1000·1500·2000번대가 전입하면서 1995년부터 1999년까지 전체 차량이 폐차되었다. 이 가운데 302와 303이 화장실 대향부를 제외하고 롱시트화 개조를 받고 있었다.
- 사하 111형 400번대

사하 111형 300번대와 같은 이유로 1986년과 1988년 모하 113.112형을 전장 해제하고 등장한 번대로 구분되며 401-404가 존재하고 홀수호차가 모하 113형(273·1058), 짝수호차가 모하 112형(273·1058)에서 개조된 차량이다. 사하 111형 0·1000번대와의 차이점은 동력차로의 개조를 위해 차체 처면의 주전동기 냉각풍 투입구가 존치되고 있고 모하 112형에서의 개조차는 전동 발전기 냉각풍 투입구의 존치, 팬터그래프를 철거한 흔적이 남아 있는 등의 특징이 있었다. 403.404은 기존 차량인 모하 113.112-1058이 냉방 준비차였기에 선풍기 스위치 흔적이 남아 있었다. 전술의 사하 111형 300번대와 마찬가지로 도카이도 본선 도쿄 지구에서 운용되며, 후에 403은 전좌석 롱시트로 개조되었다. 403이외에는 1998년에, 403도 2000년에 폐차되었다.
- 쿠하 111형 1200번대

탈선 사고로 유닛의 한쪽을 잃은 모하 113-1027을 1983년에 제어차로 개조하고 등장한 번대로 구분되며, 기존 차량의 전방에 운전대를, 후방에 화장실을 설치하고 홀수 방면 고정으로 사용되었다. 개조를 시공한 오오이 공장에 크레인이 없어 운전대 블록 접합 방식이 아닌 프레임을 절단하지 않고 운전대를 구축하는 방식으로 개조되었다. -1201의 1량이 존재하고, 마쿠하리 전차구(현 마쿠하리 차량센터)에 소속되어 보소 지구 지역 열차로 운용되었지만 2001년에 폐차되었다.
800번대
1986년 후쿠치야마 선 다카라즈카-후쿠치야마간 및 산인 본선 후쿠치야마-기노사키(현재의 기노사키 온천)간 전철화에 따라 국철이 오후나·스이타·다카토리·고쿠라 각 공장과 히로시마 차량소·하타부 차량소(명칭은 모두 당시의 것)에서 0번대에 출입문의 반자동화(수동) 등 700번대에 준한 한랭지 대책을 실시한 그룹이다. 이 시기에는 국철의 재정 사정도 나빠지고 있었으며 각지에서 모은 잉여차를 개조하게 되었다. 800번대를 자처하지만, 팬터그래프 설치 부분 저지붕화 개조는 실시되지 않았다.
국철 시대에는 4량 편성 9기와 2량 편성 14개의 64량이 개조되었다. 2량 편성은 모하유닛에 대해 운전대를 증설하는 것으로 충당되고 있으며(#개조 형식을 참조) 일부는 냉방 개조가 실시되었다. 기존 차량은 대부분이 그로브형 환기 장치를 탑재한 최초기에 제조된 차량으로 그것들은 한랭지에 부적합했지만 겨울의 눈과 냉풍 흡입을 막기 위한 커버 부착(차량 전후 방향의 공기 흡입구가 막혀 개구 면적이 절반 정도가 된)이 열린채로만 사용되었다. 또한 기존 차량 관계이며, 냉방차의 비율이 비교적 높은 냉방 탑재된 차량도 전원용 MG는 폐차된 식당차에서 조달하는(70kVA) 등 비용 절감의 흔적이 엿보인다. 쿠하 111형의 전면 형상도 제각각이었다. 또한 비냉방에서 남겨진 차량은 나중의 분할 민영화 이후 다양한 방법으로 냉방 개조되어 차량별 형태 차이가 더욱 복잡해진다(#간이 냉방 개조차를 참조).
출입문 개폐 기기도 본래 반자동용이 아닌 TK4형의 개조품을 탑재하여 700번대 등 당초의 반자동 대응차보다 개폐하기 어려워지면서 승객용 출입문 손잡이를 사용할 수 있도록 기존보다 대형의 물건이 설치되었다(같은 공사를 받은 103계 센세키 선용 개조차와 105계 가베 선용 개조차에서 배우고 있다). 2량 편성의 쿠모하 112형에는 화장실이 신설되어 오물 처리 장치가 전체 차량에 탑재되었지만, 동력차에 마루 밑 공간이 없었던 일로 물탱크는 차내 화장실 옆에 설치되었다.
이전의 번호와 상관 없이 개조 순서대로 801- 번호가 부여되었다. 쿠하 111형은 다른 번대의 같은 방향으로 번대 구분되지 않으며, CP없이 동쪽(홀수) 방면 선두차는 홀수 번호, CP 탑재의 서쪽(짝수) 방면 제어차는 짝수 번호로 했다. 후쿠치야마 운전소에 배치되어 4량 편성의 일부는 개조 후 차량 부족을 보충하기 위해 히네노 전차구에 대출되어 기세이 본선을 중심으로 운용되기도 했다. 전 차량 JR서일본에 승계되었다. 후에 JR서일본에서는 나나오 선 전철화와 관련하여 추가 개조되고 있다(#나나오선 전철화 관련을 참조).
번호의 대조는 다음과 같다
- 국철 도입분

모하 113/112-69·48·146·82·63·101·54·83·86→ 모하 113/112-801-809
쿠하 111-129·384·148·396·114·445·118·376·78·369·112·398·50·467·94·334·95·390→ 쿠하 111-801-818
모하 113/112-135·134·81·80·163·175·169·160·72·115·145·148·219·230→ 쿠모하 113/112-801-814

### JR동일본
국철에서 대량으로 승계되었만 신형식의 투입에 따라 현재는 전 차량이 정기 운용에서 퇴역했다.

#### AU712형에 의한 냉방 개조차
국철 시대에는 냉방차는 신조차와 동일한 AU75계 냉방 장치로 냉방 개조되어 있었지만 비냉방차는 냉방 탑재를 전제로 한 설계에서는 없어 탑재에는 구체 보강 및 전원용 3상 교류 인통선 증설 공사가 요구되어 큰 비용과 시간을 필요로 하고 있었다. 113계에서는 마쿠하리 전차구에 속해 있던 야마자키 로컬용 차량에는 대량의 비냉방차가 남아 있어 대응이 시급했었다. 1000'번대 냉방 준비차는 AU75에 의한 냉방 개조를 실시했으나 초기차량에 대해서는 1988년 이후 지붕에 복수의 냉방 장치를 장착해 중량을 분산하기로 하고 보강이 불필요한 집약 분산식 냉방 장치를 사용한 냉방 개조로 이행했다.
처음 시행된 3량(쿠하 111-1007·모하 113/112-1014)은 AU75형 냉방차와 혼결되기에 냉방 전원은 모하 112형의 MG교체에 의한 용량 증강으로 대응하고 있었지만, 그 다른 차량은 편성 단위로 개편이 이뤄졌기 때문에 개조 기간·비용을 더 절감하기 위해 옥상별 설치의 SC24형 보조 전원 장치(SIV)도 함께 설치한 타입으로 등장했다. 많은 차량은 차량 갱신 공사와 동시에 치러졌지만 일부 차량은 차량 갱신 공사 또는 특별 보전 공사 시행 후에 별도 냉방 개조가 이루어졌다.
1992년에 대상 차량 개조가 완료되었지만 이들 차량은 원래 차령이 높은데다 AU712형 냉각 용량이 낮은 결점이 있었기에 특별 보전 공사차는 1996년 이후 E217계의 투입에 의해 조기에 폐차되고 나머지 차량도 2004년 이후 고즈 전차구에 E231계가 투입되면서 상태가 양호한 113계로 대체되고 2006년 중 전차량 폐차되었다.

#### 전 롱시트차
1989년부터 1992년까지 혼잡이 극심한 도카이도 본선과 요코스카·소부 쾌속선의 일부 차량에서 쿠하·사하 111형 화장실 대향부 이외의 좌석을 모두 철거하고 롱시트로 교체되었다. 이로써 면적이 크게 증가하고, 수송력이 향상되었다. 신설된 좌석은 211계와 415계의 롱시트 차량에 준한 버킷 구조(좌석에 체형을 반영한 정원만큼의 깊이를 마련하여 보다 쾌적한 착석감을 기대하고 정원 착석을 유도하는 구조)로 알려져 서비스 유지와 착석 정원 저하를 방지했다. 개조시 차량 갱신을 병시한 차량도 존재했지만 좌석 간격 확대차는 개조 대상에서 제외되었다.
양 노선에서 대상과 관계되는 호차와 달리 도카이도 본선의 다마치 전차구(현재의 다마치 차량센터)(후에 고즈 전차구(현재의 고즈 차량센터)로 전속)에서는 11량 편성 중 보통차 9량(7편성으로 총 63량), 요코스카·소부 쾌속선 오후나 전차구(현재의 가마쿠라 차량센터)에서 11량 편성 중 그린차 주변 각 2량의 4량(11편성으로 총 44량)이 개조되었다.
E217계 증비에 따라 오후나 전차구 소속 차량 중 상태가 양호한 차량 갱신차는 고즈 전차구로 환원되고, 모하 113/112-1125-1127은 오야마 전차구에 전속해 E231계 투입까지 사용된 후 폐차되었다. 고즈 전차구에서도 폐차나 개편에 의해 서서히 롱시트 통일 편성이 퇴역했지만 추가 개조는 이루어지지 않았다. 이들은 다른 전용의 대상이 되지 않아 본 계열이 도카이도 본선에서 철수한 2006년에 소멸했다.
대상은 다음과 같다
차호 문자는 차량 갱신차
- 고즈 전차구 배속차

쿠하 111-194·198·202·215·218·226·237,527·528·536·537·539·550·556
모하 113/112-236·252·253·256·260·262·266·267·268·274·278·279·281·285·287·289·300·315·316·319·321
사하 111-302·303·403·1001·1014·1015·1018
- 오후나 전차구 배속차

모하 113/112-1064·1065·1070·1073·1081·1082·1125·1127·1130·1132·1146·1149·1157·1172·1176·1183·1206·1208·1210·1217·1228·1265

#### 모야 113형
이상시의 대응 및 차량 고장시의 응급 처치 등 승무원의 순회 훈련용 차량으로 모하 113형(#신조 형식을 참조)에서 개조된 사업용 차량이다. 차내는 후방측 절반의 좌석이 철거되고 미팅용 공간과 시청각 교육용 AV 기기가 설치되었다. 차량 외부는 측면에 훈련차임을 보여 주는 흰띠 2개와 '훈련차'의 문자가 추가되었다.
당초 1991년에 0번대 모하 113-68이 모야 113-1로 개조되었으나 1995년에 같은 0번대에서 내구연한이 짧았던 모하 113-192 개조의 모야 113-2와 교대로 폐차되었다. 모야 113-2는 2005년까지 사용되었지만 폐차되어 형식 소멸되었다.

#### 전면 강화 차량
1992년 113계의 쿠하 111-1038이 나리타선에서의 건널목 사고로 승무하던 기관사가 변형된 운전대에 끼여 순직했다. JR동일본은 이 사고로 충돌에서의 승무원 보호를 위해 선두부에 스테인리스판(일부 철판의 예도 있음)을 추가하는 공사를 적극적으로 실시했다.
이런 종류의 공사는 국철 시대부터 이뤄져 왔으나 이 사고 이후에는 더 내성을 높이기 위해 그 이전이나 다른 JR 각사보다 철저한 자체 메뉴로 이행했다. 하부의 안티 클라이머(판상의 물체)는 1장에서 4장(점퍼 연결기 입력 부분은 2장)으로 증강되고 창 밑의 난간은 철거되어 충격 흡수판이 설치되었다. 원래 안티 클라이머는 정면 충돌시 다른 차량의 타오름 현상을 막는 것이지만, 여기에서는 장애물에 대한 범퍼적 의미가 강하다. 같은 해에 모든 비 시행차를 강화하기 위해 공장뿐 아니라 각 전차구에서도 공사가 실시되었다. 이 중 요코스카·소부 쾌속선의 가마쿠라 차량 센터, 마쿠하리 차량 센터)의 두곳에서 시행차에는 도장을 생략하고 스테인레스지에 띠 테이프를 첨부된 정으로 출전한 차량도 존재했지만 다음의 공장 입장시 도장이 실시되어 단기간에 소멸했다.
또한 전조등이 백열전구인 차량은 개조와 동시에 실드 빔으로의 교체가 실시지는 바람에 공사 완료에 따라 부차적으로 백열 전구 탑재차도 소멸되었다.

#### 차량 갱신차
JR동일본에서는 초기 국철 시대부터 실시된 특별 보전 공사에 따라 차량 연명을 해왔지만 그 특별 보전 공사 대신 더욱 철저한 시공 내용에 의한 연명 공사로 시공 당초는 1967년-1972년형 차량을 대상으로 1988년부터 1993년까지 실시되었으나 후에 1972년 이후에 제조된 차량도 추가되었다. 113계에서는 마쿠하리의 0, 1000번대 초기차, 마쿠하리·오후나의 1000'번대 일부, 도카이도 본선에서 운용되는 사하 111-1000번대를 중심으로 시행된 뒤에 고즈의 113계 0'번대도 일부 시행되었다.
주된 시공 항목은
- 지붕 강판의 보수와 폴리우레탄 수지 도료 지붕화
- 홈통 교체
- 외판 교체(지붕, 요판부 창 주변 등)
- 측 창틀 교체
- 외판 도장 갱신
- 공기 배관 교체와 제습 장치 설치
- 주회로 배선 교체
- 점퍼 연결기의 교체와 단개폐 차량의 양개폐화
- 미닫이의 교체(상부 레일·하부 레일 자취·호차 교체)
- 실내 화장판과 커튼 교체
- 임시 받침대, 입판과 모켓 교체(풋 라인 진입)
- 변기 핸들, 선반의 스테인리스화와 적수의 교체
- 각 고무류의 검은색 고무화(호선, 문받이, H고무, 받침 고무)
- 측면 출입문 유리 지지 방식의 변경(H고무 방식에서 금속 받침 고무 방식: 일부 차량은 출입문 자체를 금속 받침 방식으로 교체)

이들은 많은 공장이 담당하여 치장판의 무늬와 임시 모켓이 미묘하게 엇갈리는 등 몇가지 사양에 차이가 보여 오오이 공장 시공차 일부에는 소매 칸막이가 설치되어 있다. 1994년에 E217계가 등장하면서 차량 갱신 공사가 중단되어 교체가 진행되었다.

#### 리뉴얼 차량

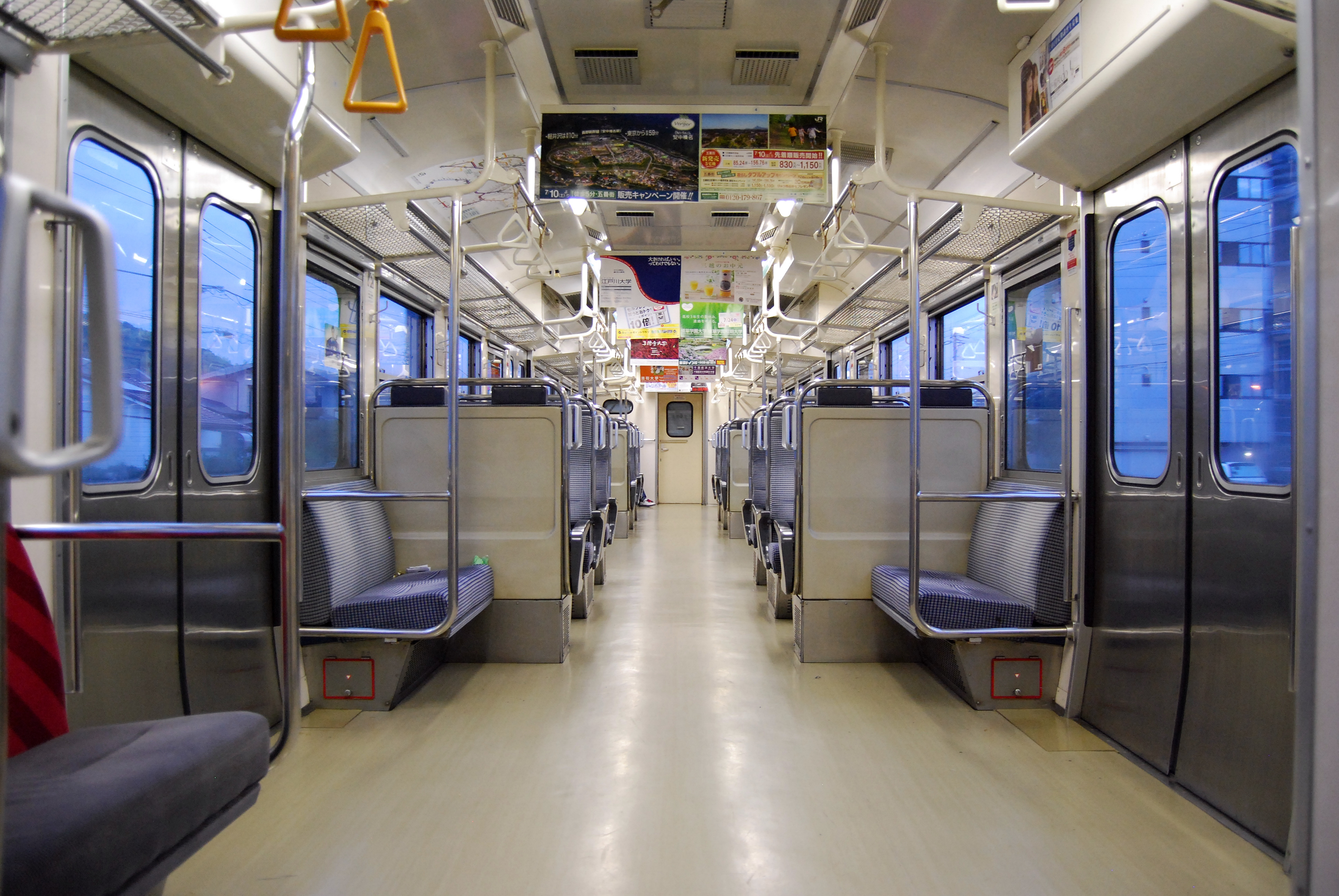
마쿠하리 차량 센터 소속의 리뉴얼차 실내

1999년부터 마쿠하리 전차구(현 마쿠하리 차량 센터) 소속 1000'번대 후기형 1500번대를 대상으로 리뉴얼 공사가 실시되었다. 내용은 압축기를 왕복식에서 나사식으로 교체, 좌석 교체, 대차의 액슬 박스 밀봉을 롤러 베어링으로 개조, 보조 전원 장치 MG에서 SIV교체 등이 꼽힌다. 편성 번호는 4량 편성은 S221-S225, 6량 편성은 S61-71이 부여되었다. 이들 편성에서는 후년에 열차 번호 표시기가 LED화되고 있는 것도 특징이다. 또한 모하 112-1252와 1517은 리뉴얼 공사는 시공되지 않았으나 보조 전원 장치나 컴프레셔가 변경되었다.
마쿠하리의 차량만으로는 쿠하 111이 부족했기에 예전부터 배치된 0'번대 선두차(-231, -249)도 리뉴얼이 실시되었다. 이 외에 폐차 대상이었다가 상태가 양호했던 오야마 전차구 소속(구 오후나 전차구 소속) -1138, -1455의 2량을 전속시켰고 마쿠하리의 1000'번대 갱신차와 고즈 전차구의 미갱신차(-244, -552, -1602, -2146)와 교체가 실시되었다. -2146은 2000번대에서 유일하게 리뉴얼 공사가 실시된 차량이다.
리뉴얼 공사는 2001년까지 실시되었다.

#### 차량 수급 조정 관련
- 쿠하 111형의 방향 전환

1988년 고즈 전차구 소속의 쿠하 111-173이 개조(짝수 방면)되어 마쿠하리 전차구에 배속되었다. 1991년 더 나아가 쿠하 111-183이 개조, 1992년에는 쿠하 111-200가 개조되었다. 예비차로 고즈 전차구 소속의 쿠하 111형 ATS-P 탑재로 인한 대체 운용으로 1993년 마쿠하리 전차구에 전속했다.
쿠하 111-173·183·200→ 쿠하 111-569·575·576
이 그룹에서는 -576이 조기에 폐차되었지만 -569는 훈련차로 고즈에 복귀하여 2005년까지 활약했다. -575는 마쿠하리에서 훈련차 취급으로 2006년까지 활약했다. 일시적으로 영업차로 운용에 들어간 것도 있다.

#### 화장실 부분의 측면 행선막 철거
1996년경부터 요코스카·소부 쾌속선 및 도카이도 선에서 운용되고 있는 쿠하 111, 사하 111의 화장실 부분 행선막이 사용 정지되었다. 이는 화장실 부분 행선막의 도난이나 이를 노린 악질 행위가 자주 일어났기 때문이었다. 시행 후에 막 부분은 흰색 또는 오렌지의 종이가 붙고 가리개 부분만 남은 것과 스테인리스 철물로 채운 것이 있었다. 덧붙여 대상 차량이 보소 지구 로컬로 전용된 경우 행선막은 복원되어 있다.

### JR도카이
후계 형식의 투입에 따라 2007년도내에 전차량 폐차되었다.

#### 차량 수급 조정 관련
1988년 3월 개정으로 나고야 지구의 프리퀀트 서비스 내실화를 위한 단편성화로 열차의 증편을 도모하기로 했다. 이 때문에 진료 전차구(현재의 진료 차량구), 오가키 전차구(현 오가키 차량구)에 배치된 113계 2000번대 6량 편성을 3량 편성 2개로 개조하는 공사가 1987년부터 1989년까지 실시되었다.
전용은 다음과 같이 개조가 실시되었다.
← 도쿄 방면
쿠하 111+모하 113+모하 112+모하 113+모하 112+쿠하 111(8개)
↓
쿠모하 113+모하 112+쿠하 111(8개) 쿠모하 113+모하 112+쿠하 111(8개)

##### 모하 113형의 선두차 개조
3량 운행 때문에 모하 113형은 홀수 방향에 운전대를 설치하여 쿠모하 113형 2000번대로 개조되었다. 기존 차량은 모두 2000번대이지만, 차량 번호는 개조 순서로 2001에서 시작되었다. 설치된 운전대는 기존의 2000번대 선두차에 준하여 신조되었으나 접합부에 인접한 운전대 후방의 창문이 설치되지 않아 측면의 인상은 ATC 탑재차에 가깝다. 조수석 측의 와이퍼는 공기식이 아닌 수동식이었다.
번호의 대상은 다음과 같다
모하 113-2001·2002·2004·2005·2048·2049·2009·2012·2050·2051·2011·2007·2121 - 2124→ 쿠모하 113-2001 - 2016

##### 홀수방향 쿠하 111형의 방향 개조
상기의 개조에 의한 짝수형 쿠하가 부족하여 홀수형 쿠하에서 8량이 개조되었다(이 서체의 쿠하 111이 8량). 기존 차량에는 CP가 설치되지 않고, 방향 개조 때도 편성내 소요 수 관계상 CP 설치가 생략되면서 새로운 구분 번대 '쿠하 111형 2200번대'로 구분된다. 개조 내역은 차량 사이 통로의 변경만이었다. 기존 차량의 대부분은 화장실도 없었으나 화장실의 설치는 연기되고 쿠하 111-2165만 화장실 탑재에 오물 처리 장치도 갖추고 있어 개조 후에도 그대로 화장실은 사용 가능했다. 차량 번호는 개조 순서로 2201에서 시작된다.
번호의 대상은 다음과 같다
쿠하 111-2103·2105·2137·2104·2165·2108·2124·2125→ 쿠하 111-2201 - 2208
개조가 한창이었던 1988년 여름에 211계가 투입되면서 일부는 도카이도 본선 시즈오카 지구로의 전용이 시작되어 1989년 3월 시점에서는 시즈오카 운전소(현 시즈오카 차량구)와 오가키 전차구에 8편성씩 배치되었다. 1990년 3월에는 오가키 전차구에 311계가 투입된데 따른 대체 목적의 8편성이 시즈오카에 이동하여 이후 전 차량 시즈오카 지역에서의 운용이 되었다.
당초에는 화장실의 유무에 의한 운용이 나눠져 있었으며 화장실 탑재차는 오가키 역이나 마이바라 역까지 장거리 운용에도 충당되고, 도카이도-미노부 선, 고텐바 선으로의 직통 열차, 고텐바 선내의 운용에서도 3개 편성이라는 단편성이 생겨 운용되었다. 그러나 1999년 12월의 다이아 개정으로 313계 투입에 따라 도요하시 역 이서에서 113계 운용이 폐지되어 오가키, 마이바라 입선도 소멸되고, 도카이도-미노부 선, 고텐바 선으로의 직통 열차도 313계 1인 승무 대응차 투입에 따라 조성된 115계에 의해 교체되었다(단 고텐바 선내의 운용은 일부 잔존). 말기에는 장거리 운용이 없어졌기 때문에 화장실 유무 관계없이 일괄적으로 운용되며, 313계 2000번대 투입에 따라 2007년까지 전 편성이 폐차되었다.

##### 짝수 방향 쿠하 111형 방향 개조
1999년 313계 투입에 따라 JR도카이에서는 다수의 113계 초기 차량이 폐차되어 차령이 낮은 2000번대의 전배가 개시되었다. 이 때 시즈오카 운전소에서는 홀수 방향 쿠하가 1량 부족했기 때문에 오가키구에서 전속된 2000번대 짝수형 쿠하 1량을 홀수 방향으로 전환했다. 새로운 구분 번대인 '2300번대;가 부여되었다. 또한 차호 아래 2자릿수는 이전 번호에서 이어졌다.
번호의 대상은 다음과 같다
쿠하 111-2033→ 쿠하 111-2333
이 차량은 1979년에 시즈오카 운전소에 신제 투입된 2000번대 4량 편성 1개 중 1량으로 1989년에 오가키 전차구에 전속했다. 10년 만에 복귀하여 개조되었다. 개조 내용은 차량 사이 통로의 변경이었다. CP는 잔존했다(단 사용 정지). 화장실은 기술한 대로 사용 정지되어 화장실 싱크관이 철거되었다.
본 차량도 2007년에 폐차되고 구분 소멸되었다.

#### C-AU711형에 의한 냉방 개조차
비냉방차를 많이 보유하고 있던 JR도카이에서는 1988년부터 냉방화율 향상 조기 실현을 위해 0번대 비냉방차에 국철 시대와 비교하여 간소한 냉방 개조를 실시했다.
탑재되는 냉방 장치는 기존의 집중식 AU75형 1량당 1기에서 집약 분산식 C-AU711형 1량당 2기로 중량의 분산에 따라 차체 보강 등의 관련 공사가 간략화되었다. 냉방 전원은 냉방 동력차와 편성을 조성하는 쿠하 111형으로 모하 112형의 대용량 MG로부터 급전한다. 편성 단위인 냉방일 경우 비용과 중량이 증가하는 관계로 모하 112형의 MG 교체는 실시되지 않았고, 편성 중의 쿠하 111형 1량에 전용의 직류 600V 정지형 변환기(SCV)가 신설되었다.
냉풍 토출구는 AU75형 탑재차와 달리 실내등 설치 위치에 따라 선로 방향으로 2개 설치되어 기존의 설치된 선풍기도 냉방 장치 등의 지장이 되지 않는 것에 대해서는 그대로 사용되었다. 형광등은 냉풍 토출구 옆의 설치 자리로 이전되어 증설되었다.
개조에 있어 냉방 동력차와 편성을 조성하는 쿠하 111형은 이전 차호에 SCV 탑재의 쿠하 111형은 전 번호+6000, 나머지는 전 번호+5000로 구분된다. 또한 냉방기의 외관은 다 마찬가지이지만, MG에서 급전을 받는 것은 C-AU711C형, SCV에서 급전을 받는 것은 C-AU711D형으로 구분되고 있었다. 또한 측면 행선막은 설치하지 못했다. 운전대 후방의 통풍기 교체(대형→ 통상의 흡출식 또는 가압식)도 실시되지 않았다.
SCV 탑재차는 모두 오가키에, MG 급전차의 대부분은 시즈오카에 배속되었다. 일부의 쿠하 111형은 오물 처리 장치를 장착한 채 화장실 사용을 가능하게 하고 있었다. 대상 차량은 전체 차량 초기 차량으로 313계 투입에 의해 2001년 3월까지 전 차량 폐차되었다.

#### ATS-P형 탑재차
시즈오카 운전소 소속 4량 편성 중 0'번대와 2000번대로 구성된 17개 편성이 T편성으로 분류되어 국철 말기의 1986년 11월부터 민영화 이후에도 도카이도 본선 도쿄 지구에서 JR동일본 차량과 병결 운행을 해왔다.
1993년 10월부터 도쿄-오다와라간에서 ATS-P형이 사용 개시되는 것에 따라 1992년부터 1994년까지 선두차에는 JR동일본과 같은 ATS-P 설치 개조가 시공되었다. 이에 맞춰 편성 전체 차량도 110 km/h 운전 대응의 제동력 향상이 동시에 시공되었다. 개조 시공차는 조기에 개조된 것은 차호가 바뀌지 않았으나 1994년 2월까지 홀수 방향 쿠하 111형은 700번대(2000번대는 2700번대), 그 이외의 차량은 600번대(2000번대는 2600번대)로 변경되었다. 또한 차호는 100 단위를 6,7로 변경했을 뿐이므로 이전 번호와 순서가 바뀐 차량이 발생했다.
후에 서술하는 대로 화장실은 짝수 방향 쿠하 111형만 사용하는 것으로 개정되어 홀수 방향 쿠하 111형 화장실은 업무실로 취급하고 폐쇄되었다. 일부 편성에서는 도큐 차량에서 ATS-P의 설치가 실시되었다.
번호의 대상은 다음과 같다
쿠하 111-203·204·206·207·209·213·221·238·241·247·251·195·197·2107·2122·2133→ 703·704·706·707·709·713·721·738·741·747·751·795·797·2707·2722·2733
쿠하 111-508·509·510·511·512·513·514·519·524·530·531·542·544·546·2022·2032→ 608·609·610·611·612·613·614·619·624·630·631·642·644·646·2622·2632
모하 113/112-302·307·233·234·247·248·249·254·276·277·280·288·2075·2084·2087·2097·2098→ 602·607·633·634·647·648·649·654·676·677·680·688·2675·2684·2687·2697·2698
차호 문자만 개조·개번은 1994년 2월
개조 내용은 제동력 강화, 소결합금 제륜자와·라이닝의 사용.
상기와 같이 타사 관내에서의 운용이 주로 실시되며, 이토 선 및 이즈 급행선 전 구간에서도 2개 병결의 8량으로 운용되었다. 입고는 하행 도쿄-시즈오카간(323M, 후에 325M), 출고는 상행 시즈오카-요코하마간(360M)이며, 요코하마에서 되돌림 운행으로 이토행(537M), 다음날은 이토 선·이즈 급행선에서 종일 운용되며 그 다음날에 아타미에서 도카이도 선 운용이었다. 덧붙여 이토 선·이즈 급행선 운용 시에는 행선막에 '이즈큐시모다'가 포함되지 않아 '보통'표시였다.

#### ATS-P형 철거차
1999년 이후 시즈오카 운전소의 113계로 자체 로컬에서 사용되는 편성은 상기의 3량 편성 16개 외에 6량 편성 5개가 탄생했지만, 4량 편성이 5개로 감소했다. 부족 분은 T편성이 메워왔으나 2000년이 되어 진료 전차구로부터 6량 편성 1개가 전속했다. 이것을 4량 2개로 변경했으나 선두차가 부족하여 마련된 T편성에서 선두차를 전용하게 되었으나 제동력 개조차는 아직 개조차와 편성 내 혼결이 불가능 했기에 제동력을 환원하는 개조가 실시되었다. 후에 추가로 6량 편성 2개를 4량 편성 4개로 변경하기 위해 T편성 2개의 선두차가 추가로 개조되었다.
번호의 대상은 다음과 같다
쿠하 111-797·704·751, 611·619·622→ 197·204·251, 511·519·522
개조 내역은 제동력 외에 ATS-P 차상 장치의 철거에 따라 이전 번호로 환원되었다. 운전실 내의 ATS-P 표시등, 열차 번호 설정기는 남아 있었지만 'ATS-P형 사용 정지'의 스티커가 붙었다. 이 개조에 의한 잉여 중간차(모하 113/112-633·634·647)는 2001년 4월에 폐차되었다.

#### 소단면 터널 대응 차량
2001년 주오 본선 시오지리-나카쓰카와간 임시 열차로 입선하기 위해 모하 112형 2000번대 4량이 개조되었다. 이 구간에는 단면이 작은 터널이 존재하고 통상의 모하 112형 지붕 높이로는 팬터그래프가 접촉되어 접은 높이가 작은 C-PS24A형으로 교체되었다. 이 개조에 의해 이전 번호에 6000이 더해져 '8000번대'가 되었다. 2008년까지 전 차량이 폐차되었다.
번호의 대상은 다음과 같다
모하 112-2031·2040·2041·2120→ 8031·8040·8041·8120
덧붙여 일부 문헌에서 '미노부 선 입선을 위해'라는 자료가 존재하지만 잘못된 내용이다.

#### 화장실 사용 정지 차량
JR도카이에서는 1992년부터 113계의 1편성당 화장실은 1개로 했다. 이 때문에 다음과 같이 변경이 실시되었다.
- 짝수방향 홀수방향 관계 없이 오물 처리 장치 탑재차만 화장실 사용이 가능하게 한다
- 시즈오카 운전소 T편성은 짝수방향 쿠하 111형 사용으로 개정되어 홀수방향 쿠하 111형 화장실은 사용 정지(오물 처리 장치 탑재차는 잔존).
- 오물 처리 장치 미탑재 화장실은 자물쇠를 채워 사용 정지로 했다.(문에 "업무용"의 스티커 첨부)
- 사용 정지차는 화장실내 조명도 철거(철거 후에는 커버로 내장)

이에 따른 오물 처리 장치 탑재차가 부족한 오가키에서는 시즈오카의 동일 장치 탑재차와 교환되었다. 시즈오카에서는 화장실 사용 가능차를 마련하기 위해 화장실 없는 2100번대 3량과 오물 처리 장치 탑재차 0'번대 1량을 T편성에 편입했으며, 홀수용 화장실 사용 가능차 4량을 로컬용으로 전용했다. 동시에 전술한 ATS-P형 탑재를 고려하여 편성에 포함된 1000번대 초기차의 0'번대 교체를 실시했다. 덧붙여 C-AU711D형 탑재의 쿠하 111형 편성 모두 오물 처리 장치 탑재차가 있었는데, 짝수형만 사용 가능한 오물 처리 장치는 탑재되지 않았다.

#### 운전실 후방 창 확장
쿠하 111-0'번대, 2000번대는 운전석, 조수석 부분의 창이 작은 객실로 전면 조망 및 차장 승무시 객실 전망이 좋지 않았다. 이 때문에 1991년부터 1994년에 걸쳐 대상 전체 차량에 이 공사가 실시되었다. 또한 H고무로 마감한 유리 지지는 확대시 금속 마무리로 변경하여 확대시에 지장이 되는 기기는 이설되었다. ATS-P 설치차는 설정기를 조수석 창 하부부에 들어가 아울러 조수석 의자가 철거되었다. 쿠모하 113은 선두차 개조시에 시행되고 있다. 창 면적은 쿠하 111 개조차보다 크다.

#### 연명 공사
1994년부터 특별 보전 공사와 동일한 연명 공사를 2000번대를 대상으로 실시했다.
눈에 띄는 부분으로는
- 출입문 유리 지지 방식의 검은색 고무화
- 화장판을 211계와 같은 하얀색계로 교체
- 객실내 관통 미닫이문을 311계와 같은 창문 면적이 큰 것으로 교체
- 바닥재의 교체(회색)
- 좌석 모켓, 방석의 교환(색깔은 남색채)

1999년에 걸쳐 다수의 차량에서 실시되었다. 이 중 시즈오카구 소속의 0'번대 쿠하 111-225, 547에도 공사가 실시되었다.

#### 그 밖의 내용
113계뿐 만이 아닌 JR도카이의 전 차량과 공통으로 실시된 개조.
- 바닥 밑 하부 기기의 회색화
- 각 고무류의 검은색 고무화
- 바닥재의 교체(회색) ※일부만
- 크로스 시트에 베개 커버 부착
- 2단창의 하단 부분 고정화
- 실버 시트의 추가(모켓은 실버로 변경)

### JR서일본
게이한신 지구에서 많이 사용되고 있었지만 후계 형식의 투입에 따라 폐차가 진행되고 있다. 또한 복잡한 개조 및 전용도 많다. 2008년부터는 히로시마 지구에서의 운용도 개시되었다.

#### 연명 N공사
특별 보전 공사를 대신하는 연명 공사이다. 제조에서 30년의 사용을 위해 특별 보전 공사 시절의 시공 내용 외에 객실 내 아코모데이션의 개량이 추가된 공사이다. 1972년까지 제조된 차량의 대부분이 해당하고 있다. 만년에는 1972년 이후 제조차도 일부 시행되었다.
주된 시공 항목은
- 화장판 교체
- 좌석 모켓의 교체
- 객실 내 관통문 교체
- 선반의 베이킹 도장
- 형광등 손잡이의 증설

#### 연명 NA공사
국철 시대에 특별 보전 공사를 받은 차량에 어코모데이션 개량만 추가한 공사. 중복되는 부분은 생략되었다.

#### 간이 냉방 개조차
JR서일본에 승계된 비냉방차는 221계의 투입과 함께 상당수 폐차되었으나 선두차를 중심으로 일부 분산식 냉방 개조가 실시되었다. 아래 다음과 같다.

#### WAU102형 탑재차
1988년부터 JR도카이 C-AU711형에 의한 냉방 개조와 같은 방식으로의 간이 냉방 개조가 실시되었다. 편성에 따라 급전 방식이 2가지 준비된 점도 동일하다.
JR서일본에서는 집약 분산식 1량당 3대의 유형이 채용되어 냉방 동력차와 편성을 조성하는 쿠하 111형은 모하 112형의 대용량 MG에서 급전된다. 편성 단위 냉방의 경우는 편성 중의 쿠하 111형 또는 쿠모하 112형 1량에 직류 440V 정지형 인버터(SIV)가 신설되었다. 전자는 각지에 존재했으나 후자는 후쿠치야마 운전소(→후쿠치야마 전차구)의 800번대만 시행되었다. 또한 비냉방 시절 설치되어 있던 선풍기는 존치되어 쿠하 111형의 운전대 후방 통풍기 교체(대형 → 통상의 흡출식 또는 가압식)도 이뤄지지 않았다.
개조에 의한 차량 번호 변경은 없다. AU75계에 비해 냉방 용량이 떨어지는 등의 문제에 더해 노후화로 폐차가 진행되고 있어 현재는 쿠하 111형(-811, -812) 2량만 시모노세키 종합 차량소에 남아 있다.

#### WAU202형 탑재차
비냉방차의 비율이 높아 초반의 교체 계획 예정도 없었던 800번대를 대상으로 WAU102형과 병행하여 버스용 냉방을 응용한 냉방 개조가 실시되었다. 1991년까지 쿠모하 113형+쿠모하 112형 2량 편성 3개(후의 5800번대 1인 승무 대응차, 800번대 항에서 해설)와 쿠하 111형 3량(823-825)의 9량이 개조되었다.
당초 장치의 거의 전부가 차내에 탑재되어 냉방 전원은 난방과 마찬가지로 가선의 직류 1,500V를 직접 수전받아 이용하기로 했다. 그러나 차내 기기 점유 면적이 많은 후기에 시행된 쿠하 111형 3량의 실외기 부분이 지붕 탑재로 변경되어 쿠모하 113형+쿠모하 112형의 3개도 1992년부터 1993년에 걸쳐 실외기 부분의 이전이 실시되었다. 쿠하 111형 3량은 1999년과 2001년 5800번대가 된 쿠모하 113형+쿠모하 112형 중 -5807과 5809는 2009년 2월 마지막 남은 쿠모하 113-5803+쿠모하 112-5803은 2010년도에 각각 폐차되었다.

#### 고속 대응 차량
1991년부터 최고 속도 120km/h의 221계가 투입된 것도 있었던 데다 각 노선별 쾌속·신쾌속이 속도 향상과 함께 1992년부터 무코마치 운전소(후일의 교토 종합 운전소, 현재의 스이타 종합 차량소 교토 지소)·미야하라 운전소(후일의 미야하라 종합 운전소, 현재의 아보시 종합 차량소 미야하라 지소)·아보시 전차구(현재의 아보시 종합 차량소)·히네노 전차구(현재의 스이타 종합 차량소 히네노 지소)에 배치되어 있던 모든 113계에 대해 다이아에 장해가 되지 않도록 최고 속도를 100km/h에서 110km/h로 높이는 공사가 실시되었다.
주전동기는 계속 사용하고 고속 대역에서의 제동력을 강화하기 위해 대차에 증압 장치 및 가능 하중 장치의 추가(2000·2700번대는 탑재), 제륜자의 교체 등이 실시되었다. 대차 용수철에 대해서는 특히 개편 전과 변화가 없다. 시공차는 미시공차와 구분하기 위해 다음과 같이 개번되었으나 일부 전동차에 대해서는 제동 지렛대의 변경에 수반된 제동 강화가 실시되어 있거나, 번호가 나뉘어 있다.
- 개번 방법
  - 이전 번대... 개조 내역→ 개번 방법=결과
- 0번대
  - 고속화→ 0+5000=5000번대
  - 지렛대 미개조→ 5000+1000=6000번대
- 700번대
  - 고속화→ 700+5000=5700번대
  - 지렛대 미개조→ 5700+50=5750번대
- 800번대
  - 고속화→ 800+5000=5800번대
- 2000번대
  - 고속화→ 2000+5000=7000번대
  - 지렛대 미개조→ 7000+500=7500번대
- 2700번대
  - 고속화→ 2700+5000=7700번대
  - 지렛대 미개조→ 7700+50=7750번대

※이 외에 1량만 존재한 1000번대가 +5000의 6000번대이다.

#### 나나오 선 전철화
1991년 3월 나나오 선 전철화에 따른 소요 차량을 113계에서 개조하게 되었다. 전용에 있어서 동력차 유닛 재조합에 따른 편성 변경 및 형식 간 개조가 1990년부터 실시되었다.
←동
쿠모하 113+쿠모하 112 쿠하 111+모하 113+모하 112+쿠하 111
↓
쿠하 111(800번대화)+모하 113(800번대화)+쿠모하 112(800번대)
쿠모하 415(쿠모하 113-800→)+모하 414(모하 112→)+쿠하 415(쿠하 111→)(나나오 선 전출)

##### 415계 800번대로의 개조
개조 후에는 3량 편성이었기에 쿠모하 113, 바닥 밑에 교류 기기를 탑재하기 위한 MG 비탑재 차량의 모하 112(시작 및 1971년도 냉방 개조차 및 모하 112-801), 110kVA의 MG를 탑재한 쿠하 111(시작 및 1971년도 냉방 개조 차량)이 편성 대상으로 선정되었다. 개조 후에는 차량 부족을 메우기 위해 일시적으로 신후쿠치야마색으로 도장을 변경하고 후쿠치야마 선 계통에서 사용되었다. 자세한 사항은 415계 800번대를 참조.

#### 800번대 개조 관련
나나오선 전용 차의 출연으로 부족한 800번대가 추가 개조되고 잉여차를 활용하는 추가 개편도 실시되었다.

##### 800번대 추가 개조
상기의 나나오 선 전용 관련하여 쿠모하 113이 사라진 쿠모하 112와 편성을 조성하기 위해 415계 개조 대상에서 누락된 쿠하 111+모하 113은 800번대로 추가 개조하는데 3년 걸렸다. 모하, 쿠하 모두 추가 차례대로 번호 부여되어 모하 113-800번대만 번호가 증가했고, 쿠하 111은 홀수 방면 차량이 증가했기 때문에 선두차의 짝수 홀수의 원칙도 지키지 못했다.
대상은 다음과 같다
모하 113-66·31·30·15·18·164·168·111·12·55→ 모하 113-810 - 819
쿠하 111-66·68·151·172·442·451·471·432·435·470→ 쿠하 111-819 - 822
쿠하 111-819는 1994년 한때 전조등의 위치에 103계의 실드빔화 같은 어댑터를 달아 실드빔이 4등화 되고 더 나아가 전면 막이 LED로 개조되었다. 그러나 그 해 9월에 실드빔이 2등으로 개조되어 전면 막도 자막식으로 돌아갔다. 이때의 실드빔 2등화는 외관의 위화감이 없도록 0'번대 이후의 것과 같은 형상으로 하는 게 아닌 치열 등화용 라이트의 경우 원 너비의 차이를 해소하는 링 모양의 틀을 설치하고 실드빔등을 설치하는 방식이었다. 이 개조는 그 외에 쿠하 111-808, 820, 821, 806에 시공되었다. 덧붙여 쿠하 111-806에 대해서는 고속화 개조를 받고 쿠하 111-5806으로 개번되었다.
1991년 2량 편성으로 남은 비냉방차 3개는 전술한 WAU202형 냉방 장치를 탑재하고 더 나아가 상행 방향 쿠하 111-800번대를 추가 개조하여 3량화했다.
대상은 다음과 같다
쿠하 111-442·451·471→ 쿠하 111-823 - 825
대상 차량은 모두 짝수 방향 비냉방이었다는 점에서 홀수용으로 방향 전환에 전술의 WAU202형 냉방 장치를 탑재했다. CP도 철거되었으며 WAU202형 냉방 장치 기기실 확보를 위해 화장실과 화장실 측 좌석은 철거되었다. 이들 전용 때 비냉방인 모하 112/113-802, 쿠하 111-804는 전용처 없이 폐차되었다.
1995년에는 당시 나라 전차구에 배치되어 있던 113계가 운용 폐지에 따라 잉여가 되었다. 이 중에서 쿠하 111형 3량이 800번대로 전용되었다.
대상은 다음과 같이
쿠하 111-432·435·470→ 쿠하 111-826 - 828
대상 차량은 모두 짝수 방향으로 WAU102형 냉방 장치가 탑재되었다. 짝수 방향이며 쿠모하 112형 앞부분에 연결되어 4량 편성화되었다. 이 때문에 쿠하 111+모하 113+쿠모하 112+쿠하 111이라는 편성이 탄생했다. 개조된 쿠하 111은 카세트식 오물 처리 장치 탑재차였지만, 쿠모하 112형에 순환식 오물 처리 장치가 탑재된다는 점에서 화장실은 사용 중단되었다.
1996년 산인 본선 소노베-후쿠치야마간 전철화에 따른 쿠모하 113을 포함 3개가 쿠하 111형의 제거와 1인 승무 대응 개조되었으며, 반자동 출입문의 스위치화(700번대와 달리 창 전체가 되지 못했다), 전기 연결기의 설치를 받고 해당 노선에 투입(배치 차고는 변함 없음)되었다. 직후 고속 대응 개조로 800번대 번호에 5000이 추가되어 '5800번대'가 되고 현존했다. #산인 본선 참조.
전후해 남은 3량 편성의 일부가 4량 편성으로 조성되고 차량 수급 사정으로 쿠모하 112를 포함 4량 1개가 일시적으로 히로시마 지구에 전용되거나 전체 전동차와 쿠하 111+쿠하 111+모하 113+쿠모하 112 같은 편성도 발생했다. 당분간 이 상태를 유지했지만 2000년부터 2001년까지 모하 113+쿠모하 112가 2량 편성의 재배치와 1인 승무 대응 때문에 3800번대로 개조되어 소멸되었다.
이 때 쿠모하 112편성에 포함되어 있었던 쿠하 111은 모하 113형에 운전대 기기를 제공하면서 폐차되었다. 최종적으로 순수한 4량 편성 3개(쿠하 111-807+모하 유닛 -804+쿠하 111-808, 쿠하 111-809+모하 유닛 -805+쿠하 111-810, 쿠하 111-817+모하 유닛 -809+쿠하 111-818. 모두 국철 시대에 개조된 이래 변화 없음)와 조성 상대 전동차가 3800번대로 개조되었기 때문에 보류차로 된 쿠하 111형 2량(822.828)만 남아있었다. 그러나 이들은 전용처가 없어 차령도 높았기에 2004년에 폐차되어 당초 개조 목적대로 사용이 이루어졌던 차량과 모하 113형, 모하 112형의 형식이 소멸되었다.
현재 본 그룹의 쿠하 111형은 2량(811.812)만 잔존해있다. 국철 시대에 4량 편성으로 투입되어 후에 쇼난색 변경 후 교토 종합 운전소에 전속되었다. 고속화 개조되지 않아 오로지 구사쓰 선 전용으로 운용했지만 1999년 편성 단위로 시모노세키 차량 관리실에 전속한 차량에서 편성을 끼고 있던 모하 유닛 -806은 2002년에 115계 0번대의 모하 유닛으로 대체되고 폐차되었다. 게다가 현재는 115계 0번대의 모하 유닛도 폐차되면서 115계 6000번대의 모하 유닛으로 대체되고 있다. 이 모하 유닛은 2008년 고속화 해제되고 원번호로 복귀했다.

##### 모하 113-800번대의 전장 해제
1991년 후쿠치야마 선에서 발생한 충돌 사고로 쿠모하 112-801이 사고 폐차된 것에 따라 유닛을 잃은 1량(모하 113-818)이 1992년 전장 해제를 받고 개조되었다. 본 그룹 최초의 사하 111형이 등장했다.
대상은 다음과 같다
모하 113-818→ 사하 111-5801
개조시에고속 대응 공사가 시행되면서 +5000의 5800번대였다. 아보시 전차구(현재의 아보시 종합 차량소)에 배속되었다.
사하 111형은 모두 강제형 통풍기로 제조되었기 때문에 유일한 그로브형 통풍기의 사하 111이 되었지만, 반자동 기능은 사용되지 않았기 때문에 800번대 개조시 설치된 출입문의 손잡이는 철거된 것 외에 화장실도 설치되지 않았다.
223계 투입부터 2004년에 폐차되고 구분 소멸하고 있다.

##### 113계 800번대의 고속화 개조
후쿠치야마 지구에서 운용되는 113계는 고속화 개조의 대상에서 제외되었다. 그러나 다른 구간에서 운용되는 800번대에 대해서는 상술한 고속화 개조의 대상이었다.
대상은 다음과 같다
모하 112/113-808→ 모하 112/113-5808(→ 아보시로 전속 1992년 개조)
모하 112/113-803→ 모하 112/113-5803(→ 교토로 전속 1996년 개조)
쿠하 111-806, 816→ 쿠하 111-5806, 5816(→ 교토로 전속 1996년 개조)
아보시로 전용된 유닛은 기본 번대(→ 5000번대)에 편입되어 도카이도 선 계통에서 운용되었다. 반자동은 사용하지 않았으나 출입문 손잡이는 그대로 남겨졌다.
교토에는 4량 1개가 전용되고 L편성으로 고세이 선, 구사쓰 선을 중심으로 운용되고 있었다. 동시에 223계 투입에 따라 폐차되었다.

#### 팬터그래프 증설차
JR서일본의 113계는 산인 본선(사가노 선), 고세이 선, 구사쓰 선, 후쿠치야마 선에서의 운용상 겨울철 가선에 서리가 부착되는 것이 문제였다. 따라서 서리 제거 목적으로 이 구간에서 운용되는 113계의 일부 모하 112, 쿠모하 112의 팬터그래프를 1개 증설하는 공사가 1992년부터 실시되었다.
대상은 다음과 같다(차호는 개조 때의 것)
모하 112-5714·5717·5751·5752·5753·5755·5756·5757·7023·7028·7069·7081
쿠모하 112-802·803·805·811·3814
쿠모하 112-304.309(선두차 개조 시행시)
모하 112-7023·7028·7069·7081은 사가노 선 충당 차량이다. 후에 사가노 선 전용 개조시 모하 112-5714·5717이 실시되었다. 모하 112-5751·5752·5753·5755·5756·5757이 미야하라 종합 운전소(현재의 아보시 종합 차량소 미야하라 지소) 배치시 고세이 선, 구사쓰 선 운용을 위해 개조되었다. 후에 -5752·-5755가 노후화로 폐차되었다. -5751·-5757 제동 장치의 지렛대를 되돌리지 않고 -50번대로 교토 종합 운전소(현재의 스이타 종합 차량소 교토 지소)에 전속하고 있다.
쿠모하 112-802·803·805·811은 후쿠치야마 선 운용을 위해 개조되었다. 후에 803은 산인 본선용으로 전용되고, 802·805·811은 후쿠치야마용 1인 승무 대응에 3800번대로 개조되었다. 3814는 후술의 후쿠치야마 선 전용시 개조되었다.
현재는 모하 112가 교토 지소와 미야하라 지소에 배치되었다. 상호 교차 운용하는 방식으로 위에 언급한 노선에서 운용된 쿠모하 112는 3800번대가 폐차되었다. 남은 것은 5304(304→), 5309(309→), 5803(803→)의 3량이었다. 223계 5500번대 투입에 따라 향후의 동향이 주목된다.

#### 반자동 설비 탑재차
사가노 선에서 운용되는 무코마치 운전소(현 교토 종합 운전소)의 113계는 겨울 한랭지대인 가메오카 분지를 운행하는 데도 불구하고 출입문의 반자동 설비가 없어 차내 보온에 문제가 있었다. 이 때문에 1991년에 이 구간에서 운용되는 113계 2000번대(→7000번대)의 전체 차량에 대해 누르는 버튼식 반자동 장치가 설치되고 동시에 내설 제동의 증설도 실시되었다.
다음해에 후술하는 체질 개선 공사를 시작했을 때 고세이 선 계통에서 운용되는 5700번대와의 운용이 바뀌면서 사가노 선 운용에 투입된 5700번대에도 누르는 버튼식 반자동 장치가 설치되었다. 5700번대는 출입문 버튼 설치 위치 관계에서 도어 포켓 창이 좁아지거나 또는 매립되면서 외관의 인상이 바뀌었다.

#### 전기 연결기 설치와 철거에 의한 차호 변경
산인 본선 소노베-후쿠치야마간 전철화 개업(1996년 3월)부터 편성이 증가하여 소노베 역으로의 운행을 위해 교토 배치의 산인 선용 차량에 대해 1994년도부터 자동 해결 장치와 전기 연결기의 설치가 Tc차에 실시되었다. 시공 차는 번호가 변경되어 7500번대가 홀수형(7100번대 개조), 7600번대가 짝수형(7000번대 개조)이다.
번호의 대상은 다음과 같다
쿠하 111-7136·7115·7113·7116·7120·7114·7134·7142·7135·7140·7119·7118·7145·7143·7117·7148·7149·7150→ 쿠하 111-7501 - 7518
쿠하 111-7042·7072·7014·7020·7017·7015·7018·7016·7013·7040·7019·7071·7039·7037·7046·7052·7053·7051→ 쿠하 111-7601 - 7618
후에 이들 편성에 체질 개선 공사가 실시되자, 고세이 선·구사쓰 선용 5700번대와의 교환이 실시되었다. 산인 선용으로 된 5700번대에는 자동 해결 장치와 전기 연결기의 장착을 실시했으나 번호 변경은 없었다. 반면 Tc차 7500·7600번대는 약 반수의 장치를 철거하여 원래 번호로 환원되었다. 장치 철거 대상 차량은 다음과 같다.
쿠하 111-7502·7503·7507·7511·7512·7514·7516·7517
쿠하 111-7602·7603·7607·7611·7612·7614·7616·7617

#### 화장실 철거 차량
호쿠리쿠 본선·도카이도 본선·산요 본선 게이한신 지구(이하 비와코 선·JR 교토 선·JR 고베 선)와 고세이 선에서는 화장실은 편성의 중간 서측(짝수)용 선두차에서만 사용하도록 되어 있어 1991년부터 동측(홀수)용 선두차의 불필요한 화장실이 철거되었다.
우선 시행된 것이 화장실 부가로 제조된 쿠하 111-2100번대이다. 그 후 카세트식 오물 처리 장치가 미탑재인 0', 700번대 외에, 초기의 쿠하 111-5177도 개조되었다. 당초 화장실을 철거한 흔적으로는 객실에서 창과 좌석이 설치된 것이다. 덧붙여 초기 개조차에 설치된 창은 새로 제조된 유닛 구조(구분 조립 후 설치)의 것으로 위치도 번대에 관계 없이 2000번대의 화장실 없는 차에 준한 장소에 설치되었기 때문에 차량에 따라서는 위화감이 남은 완성이었다. 비유닛 창의 쿠하 111-5177은 철거 자취만 유닛 창으로 단부가 다른 차량이 되었다. 또한 체질 개선 40N 리뉴얼 공사를 받은 차량은 화장실 없는 쿠하 111의 체질 개선차와 같이 마무리되었다.
대상은 다음과 같다
쿠하 111-5177·5257·5712·5713·5714·7148·7149·7150·7161·7162
1995년부터 내부 설비 및 오물 처리 장치와 변소 개수대 관을 철거하고 칸막이는 '업무용실'로 폐쇄한 상태로 존속하는 방식으로 변경된 차량도 등장했다. 그 외에는 화장실 설비만 폐쇄되었다. 사하 111-5000번대도 화장실 사용이 정지되고 최종적으로 차내 모든 홀수 방향 선두차의 화장실이 사용 정지되고 물 공급만 사용했다. 동시에 짝 수 방향 차량에서 오물 처리 장치 미탑재 차량과 아울러 오물 처리 장치의 설치가 실시되었다. 또한 내부 설비만 철거한 차량, 화장실 설비만 폐쇄한 차량 가운데 쿠하 111-5253·5256·5260의 3량은 체질 개선 40N 리뉴얼 공사를 시행 때 변소 흔적은 객실로 변경되었다. 화장실 없이 쿠하 111의 체질 개선차와 같이 마무리되었다.

### 115계에서의 개조

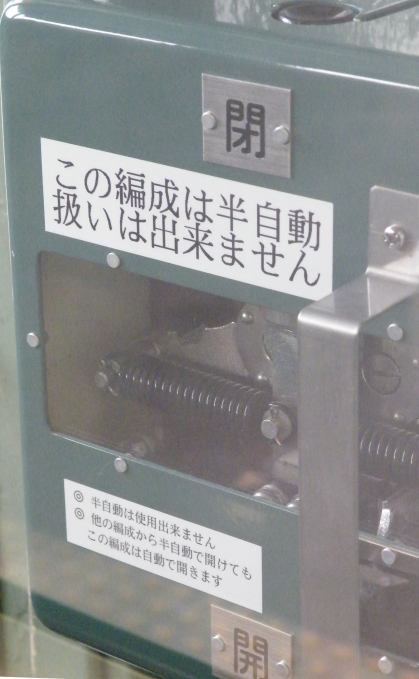
115계 G02편성에 조성된 쿠하 111-139 출입문 개폐 장치.

1984년 2월 1일 국철 다이어 개정에서 아보시 전차구의 8량 편성(TcMM'Tc'TMM'Tc')을 7량 편성(TcMM'TMM'Tc')으로 변경하기 위해 짝수번호 쿠하 111형 300번대가 잉여가 된 한편 오카야마 지구에서 모하 115형을 쿠모하 115형으로 개조하면서 짝수번호 쿠하 115형이 부족하여 쿠하 111형 300번대 6량을 쿠하 115-601 - 606으로 개조하여 전용했다. 또한 1994년에는 223계 투입에 따른 잉여 히네노 소속 113계 냉방차 3편성의 쿠하 111형 5300번대를 쿠하 115-620 - 622로 개조한 냉방의 쿠하 115형으로 교체했다. 게다가 게이한신 지구에서 사용된 115계 편성으로 오카야마 지구 전속때 소요된 사하 115형을 115계 편성에 조성되고 있었던 사하 111형을 개조하여 충당했다. 자세한 것은 쿠하 115형 600번대, 사하 115형 7000번대를 참조.

또한 이와 별도로 시모노세키 지구에 잔존한 115계와 편성을 조성한 쿠하 111형에 대해서는 115계 제어차로 사용하기 때문에 주간 제어기를 억속 제동에 대응한 것으로 교체하는 등 개조하였고, 실제로는 115계 제어차이다. 승객용 출입문 반자동 제어는 지원하지 않는다.
2012년부터 시모노세키 지구에 재적하고 있는 0번대와 115계 0번대 쿠하의 노후차 교체를 목적으로 히로시마 지구 2000번대에 주간 제어기를 억속 제동에 대응하는 것으로 교체하는 등 개조가 실시되고 있다.

### 1인 승무운행 대응 차량

#### 산인 본선

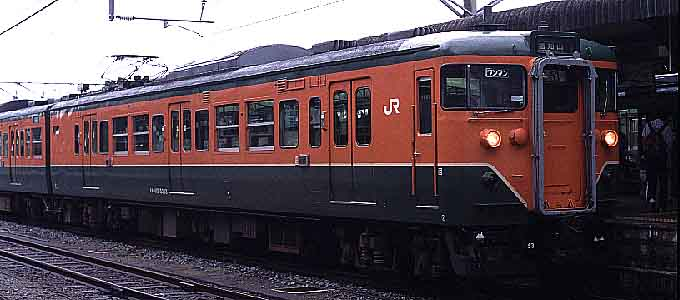
쿠모하 112-5303 주황색과 녹색 2호의 경계에 흰 선이 추가되고 창 배치도 일반차와 다르다.

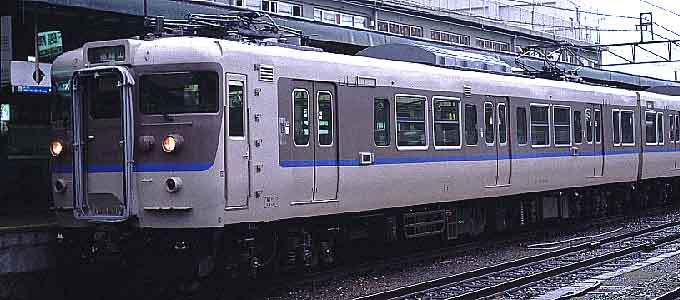
쿠모하 112-5304 팬터그래프가 증설된 체질 개선차.

1996년 산인 본선 소노베-후쿠치야마 사이 전철화로 1995년부터 1996년까지 개조된 그룹이다. 앞선 800(→ 5800)번대 2량 3개 편성 외에, 0'번대의 모하 113+112형 유닛에서 2량 6개 편성이 개조되어 투입되었다(#개조 형식을 참조).이 개조가 시기적으로는 첫번째(전체 차량 1995년)이다.
번호의 비교는 다음과 같다
모하 113/112-329 - 332・6335・6337→ 쿠모하 113/112-302 - 305・307・309→5302 - 5305・5307・5309
번호 아래의 2자리수는 새롭게 모습을 고쳤지만 전 번호가 모두 300번대였기에 '300번대'로 구분된다. 301·306·308이 결번되는 것은 본래 300번대를 9편성 준비할 계획이었지만 한신 대지진으로 인한 차량 전배로 6편성에 그쳤고 부족한 3편성은 5800번대에서 충당하도록 변경되었기 때문이었다.
신설된 운전대는 폐차된 쿠하 111형에서 이식된 것인데, 전조등은 전체 차량 모두 실드빔으로 통일되는 등 형태의 차이는 적다. 쿠모하 112형에는 800번대 개조와 같은 방법으로 화장실이 설치되어 -304,309는 차체 앞부분에 팬터그래프가 증설되었다. 전기 연결기의 설치와 출입문 스위치식 반자동화는 5800번대와 동일하지만, 개조 시점부터 1인 승무 운행에 사용되기 때문에 운임 수수의 편리성을 고려하고 최전방의 출입문을 전방에 옮겨 운전대 ― 운임함 ― 승객용 출입문의 거리를 좁히는 개조가 실시되고 있다. 이에 따라 차체 앞부분의 의장이 다르며, 특히 원래 도어포켓 창으로 신설된 도어포켓 창 2개가 나란히 있는 점이 특징이다. 한랭지 대책도 개조 시점에서는 출입문 반자동화 외에는 없었다.
5800번대와 함께 후쿠치야마 전차구에 배치되었으나 개편이 빨랐기 때문에 전철화 완공까지 오카야마 지구에서 운용된 실적도 있다. 또한 307.309 유닛은 개조 시점에서 시공된 고속 대응과 제동의 레버비 변경을 해제했다가 1996년 비 시공의 4 유닛과 함께 다시 시공되었다. 이로써 전체 차량 번호에 5000이 추가되고 '5300번대'가 되었다.
1999년부터 2000년까지 2개 편성(순서대로 304, 302)이 체질 개선 40N 리뉴얼 공사가 시공되었다. 신설된 부분으로 도어 포켓 창이 폐지되는 등 외부는 크게 개조되었지만 내부는 기존 번대와 기존 원형 그대로이다. 이후 큰 변화는 없다.

#### 후쿠치야마 선·산인 본선
후쿠치야마 선 사사야마구치-후쿠치야마간 및 산인 본선 후쿠치야마 - 기노사키(현재의 기노사키 온천)간의 수송력 적정화와 2001년 3월 일부 열차의 1인 승무 운행으로 800번대 가운데 모하 113형+쿠모하 112형 유닛에서 다시 개조된 그룹이다. 2량 9개 편성이 개조되었다.
2량으로 운행할 수 있도록 모하 113형에는 운전대가 설치되어 쿠모하 113형이 되었으나 개조 공정과 경비 절감을 위해 기존처럼 폐차체에서 전두부를 이식·용접하는 것이 아닌 편성에 조성된 쿠하 111에서 운전대 기기만 유용, 중간차 시절의 구체를 유지하여 매우 간단하게 신조한다는 가치 공학적 수법이 채택되었다. 그 결과 3장의 평면 창이 설치된 비관통의 맞배 형상에 전조등은 중앙 상부에 2등이라는 원래와는 전혀 다른 형상이 되었다. 차체 아래를 가득 채운 후미등에 해당 부분만 노천 보강판이 설치된 것과 더불어 독특한 외관으로 마치 개조한 왕년의 구형 국철의 양상을 보이고 있으며, 철도팬 사이에서는 '상파치 군'의 애칭으로 불렸다. 이어 전면 행선 표시는 행선지 표지판으로 사용되었다.

## JR 시코쿠
시코쿠 여객철도(JR 시코쿠)는 111계만 배치되었으나 노후화가 진행되었으며 대체 차량이 필요로 하였다. JR 시코쿠는 1999년 동일본 여객철도(JR동일본)에서 0'번대 4량 편성 3편성 12량과 부품제공차 3량을 양도받았다. 본래는 6000계로 대체할 예정이었으나 경제적인 이유로 중단되었다.
양도받은 차량들은 일부가 롱시트로 개조된 차량이 있었으나 크로스시트 설치나 전면 모습 변경을 비록한 서일본 여객철도(JR 서일본)가 실시한 개조를 본뜬 철저한 갱신 공사를 받았다.
제1 편성 및 제2 편성은 2000년부터 제3 편성은 2001년부터 운행을 개시하였다. 모든 차량(12량)이 다카마쓰 운전소에 소속하며 요산선(다카마쓰 ~ 간온지), 도산 선(다도쓰 ~ 고토히라), 혼시비산 선, JR 서일본 우노 선(오카야마 ~ 자야마치)에서 보통열차 및 쾌속 '선포트'로 운행된다.
이 계열 차량은 12량 밖에 없기 때문에 고장이 나거나 검사를 받거나 하는 경우는 121계 4량이 대체 운행된다. 그러나 혼시비산 선에 직결 운행하는 열차는 이 113계만이 운행된다. 121계에는 화장실이 설치되지 않기와 창문 구조상 문제로 세토 대교 구간에서는 운행 불가이기 때문이다.
차량 번호는 다음과 같다.
- 제1 편성: 쿠하 111-223+모하 113-257+모하 112-257+쿠하 111-532 → 쿠하 113-1+모하 113-1+모하 112-1+쿠하 112-1
- 제2 편성: 쿠하 111-198+모하 113-270+모하 112-270+쿠하 111-529 → 쿠하 113-2+모하 113-2+모하 112-2+쿠하 112-2
- 제3 편성: 쿠하 111-222+모하 113-272+모하 112-272+쿠하 111-528 → 쿠하 113-3+모하 113-3+모하 112-3+쿠하 112-3
- 부품제공차량(영업 운행에는 사용되지 않음): 모하 113-285, 모하 112-285, 쿠하 111-507

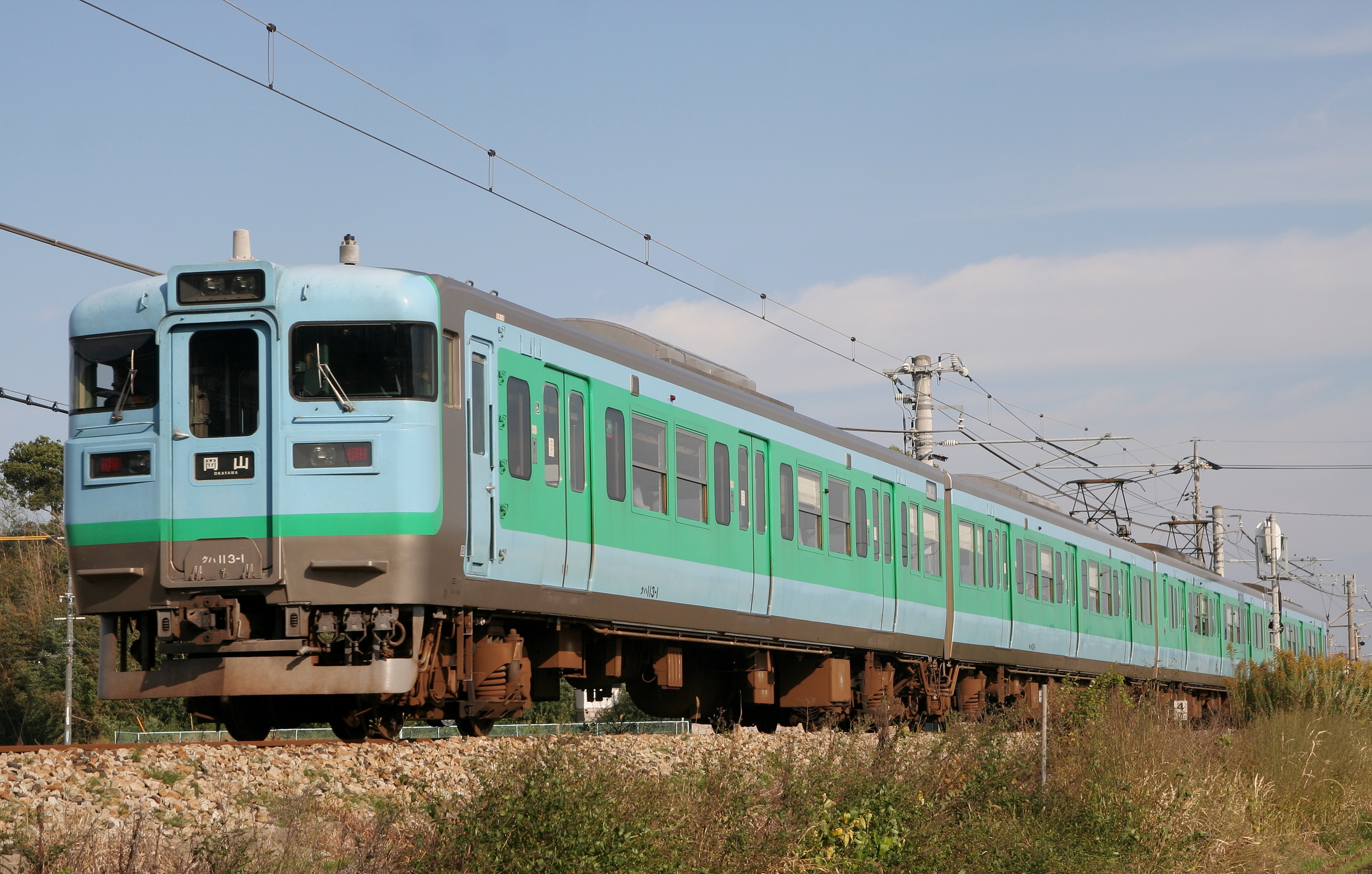
제1 편성 모습(2009년 11월 15일)
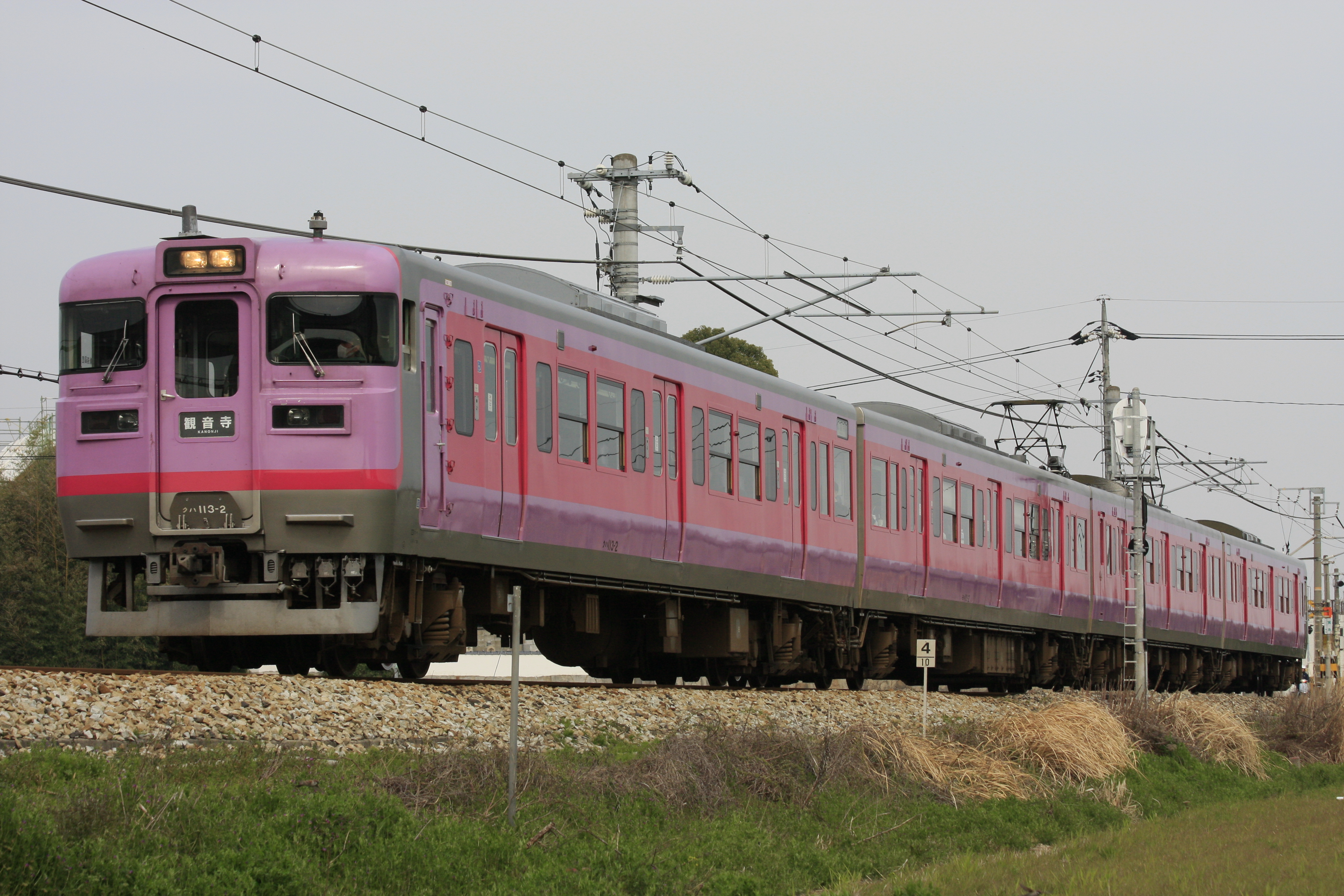
제2 편성 모습(2008년 4월 3일)
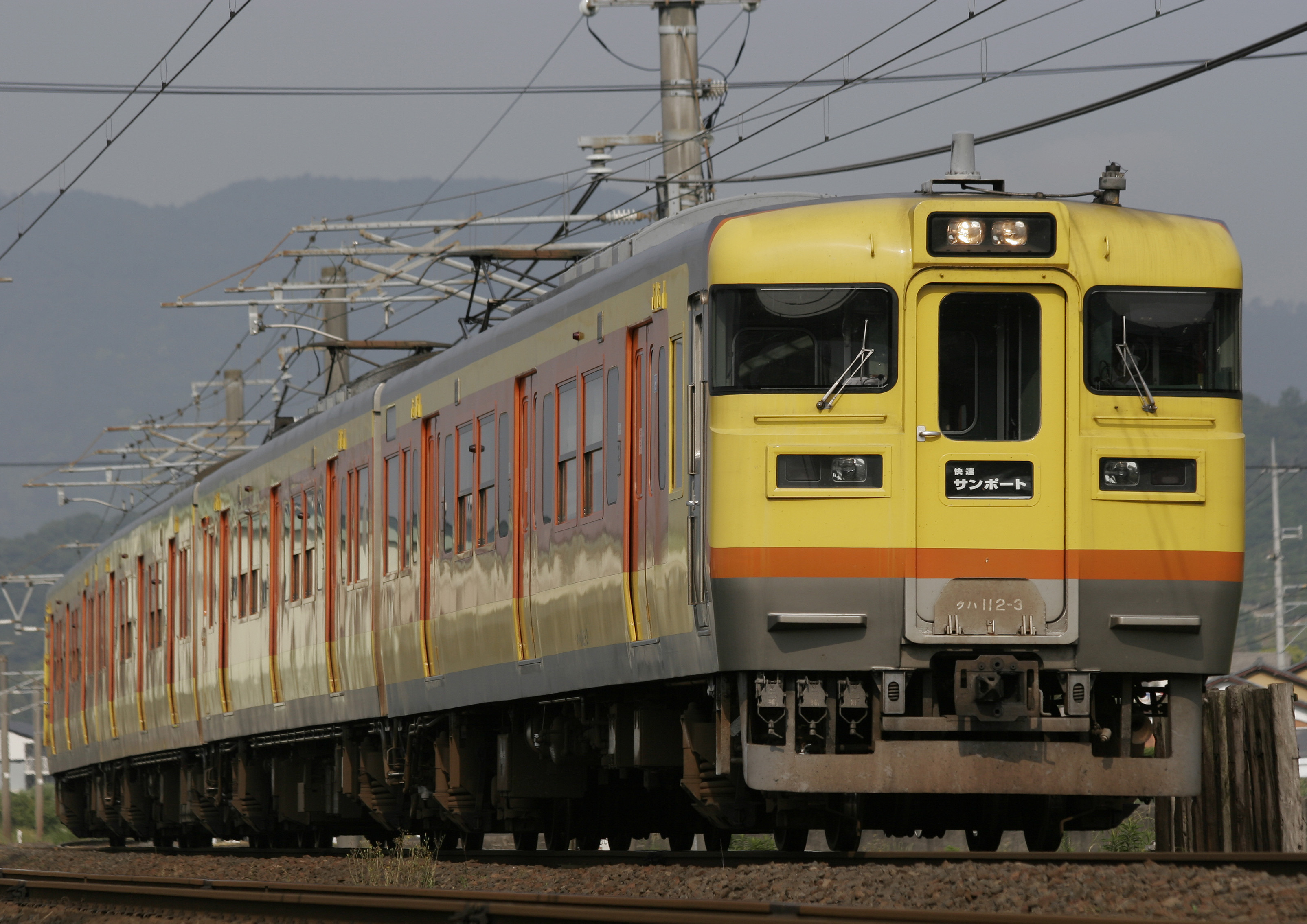
제3 편성 모습(2009년 5월 23일)

## 관련 사이트
- (일본어) JR 동일본 공식 사이트
- (일본어) JR 서일본 공식 사이트